# Province de Hainaut
Pour les articles homonymes, voir Hainaut.
La province de Hainaut, couramment appelée le Hainaut (en néerlandais : Henegouwen ;  en allemand : Hennegau), est une province de l'ouest de la Belgique située en Région wallonne.

## Histoire
L'origine de la province de Hainaut remonte à 1795, lors de la réunion des Pays-Bas autrichiens à la France révolutionnaire, le département de Jemmapes principalement fondé sur la réunion de la partie nord-est de l'ancien comté de Hainaut, du Tournaisis et d'une partie du comté de Namur (Charleroi), où sont concentrées la plus grande part des mines de charbon de Belgique. À Paris, le décret du 31 août 1795 (14 fructidor an III) de la Convention nationale française découpe les comtés, duchés et principautés de Belgique et des Pays-Bas en neuf départements français mais ne décide pas l'annexion de la Belgique par la France. Le Comité de salut public approuve le décret. Le 1er octobre 1795, Lazare Carnot et Merlin de Douai persuadent la Convention nationale française de voter le décret du 9 vendémiaire an IV annexant la Belgique et les Pays-Bas,.
Le département de Jemmapes doit son nom à la victoire des révolutionnaires contre les troupes impériales autrichiennes à la bataille de Jemappes en 1792.
Après la chute du Premier Empire, par le traité de Paris du 30 mai 1814, la France conserve les cantons de Dour, Merbes-le-Château, Beaumont et Chimay. Par une ordonnance du 18 août 1814, Louis XVIII réunit les cantons de Dour, Merbes-le-Château et Beaumont au département du Nord (le premier, à l'arrondissement de Douai ; les deux autres, à l'arrondissement d'Avesnes) et celui de Chimay au département des Ardennes (arrondissement de Rocroi).
Ce département de Jemmapes fut dissous en 1814 et remplacé par la province de Hainaut à l'époque du royaume uni des Pays-Bas. Le 16 mars 1815, Guillaume Ier des Pays-Bas accepte le trône du royaume uni des Pays-Bas avec une constitution qui fusionne les neuf provinces des Pays-Bas aux huit provinces belges dont la Province de Hainaut. Le 24 août 1815, le triumvirat (Driemanschap) du gouvernement provisoire de La Haye proclame la loi fondamentale créant les huit provinces belges du royaume uni des Pays-Bas.
Après la révolution belge de 1830, la Province de Hainaut devint belge.
Ses limites ne furent définitivement établies qu'avec le rattachement de l'arrondissement de Mouscron lors de la fixation de la frontière linguistique en 1963. Les communes de Mouscron, Luingne, Herseaux et Dottignies, ainsi que le hameau du Risquons-Tout, qui dépendait de la commune de Rekkem, ont été transférés de l'arrondissement de Courtrai au nouvel arrondissement de Mouscron. Les anciennes communes de Houthem, Comines, Bas-Warneton, Ploegsteert (ainsi que le hameau Clef de Hollande de la commune de Neuve-Église) et Warneton furent transférées de l'arrondissement administratif d'Ypres.

## Administration

### Gouverneurs

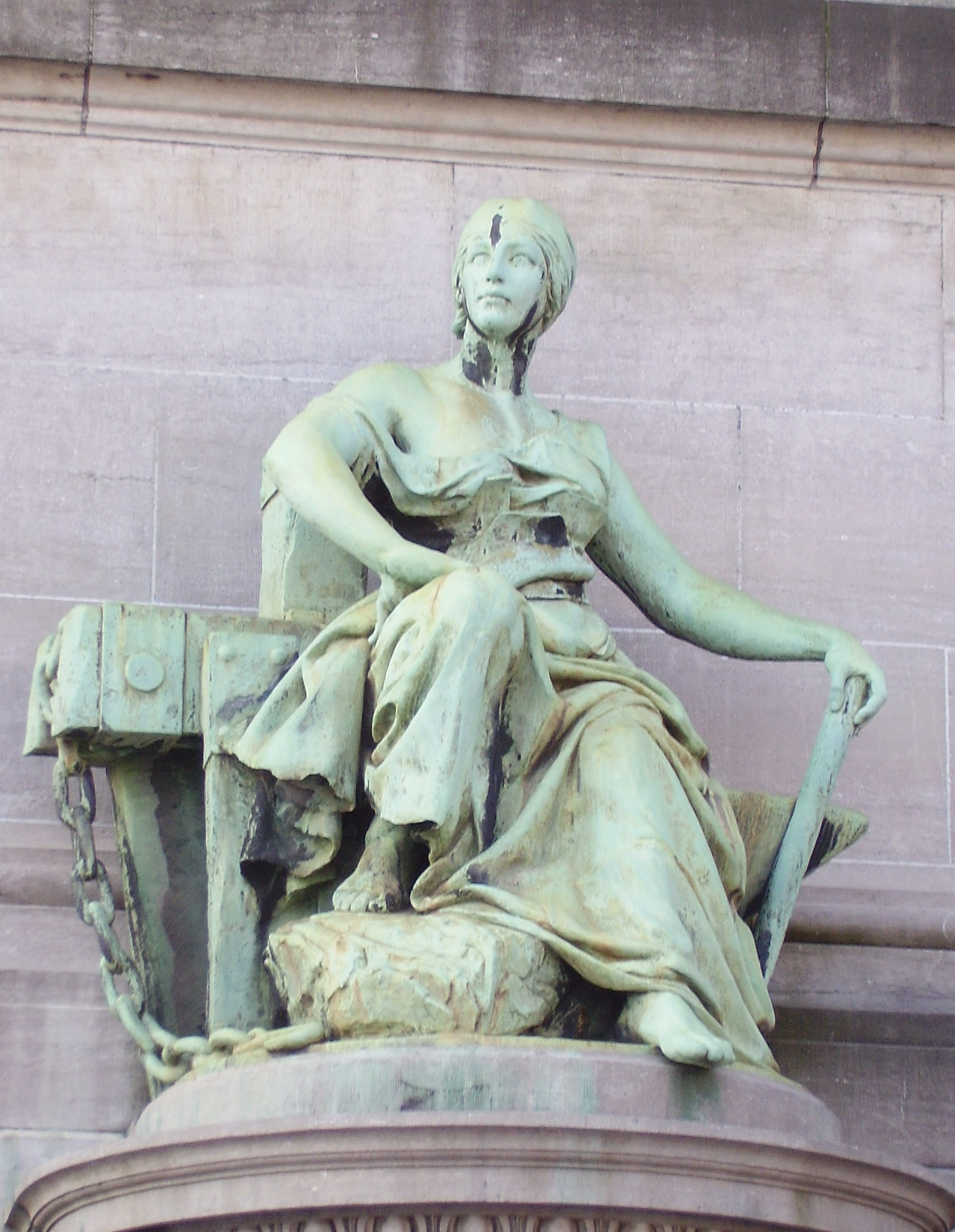
Allégorie de la province du Hainaut par Albert-Constant Desenfans, parc du Cinquantenaire, Bruxelles.

- 1815 - 1822 : Bonaventure de Bousies.
- 1823 - 1825 : Hyacinthe van der Fosse.
- 1826 - 1828 : Maximilien Henri Ghislain de Beeckman (nl).
- 1828 - 1830 : Charles Ferdinand de Macar (nl).
- 1830 - 1834 : Ambroise De Puydt.
- 1834 - 1841 : Jean-Baptiste Thorn (libéral).
- 1841 - 1845 : Charles Liedts (libéral).
- 1845 - 1847 : Édouard Mercier (libéral).
- 1847 - 1848 : Augustin Dumon-Dumortier (libéral).
- 1848 - 1849 : Adolphe de Vrière (libéral).
- 1849 - 1870 : Louis Troye (libéral).
- 1870 - 1878 : Joseph de Riquet de Caraman-Chimay (Parti catholique).
- 1878 : Auguste Wanderpepen (nl) (libéral).
- 1878 - 1884 : Oswald de Kerchove de Denterghem (libéral).
- 1884 - 1885 : Auguste Vergote (libéral).
- 1885 - 1889 : Joseph d'Ursel (Parti catholique).
- 1889 - 1893 : Charles d'Ursel (nl) (Parti catholique).
- 1893 - 1908 : Raoul du Sart de Bouland.
- 1908 - 1937 : Maurice Damoiseaux (Parti catholique).
- 1937 - 1940 : Henri Van Mol (socialiste)[17].
- 1944 - 1967 : Émile Cornez (Parti socialiste belge).
- 1967 - 1983 : Émilien Vaes (libéral).
- 1983 - 2004 : Michel Tromont (Parti réformateur libéral).
- 2004 - 2012 : Claude Durieux (nl) (Parti socialiste).
- 2013 : Guy Bracaval (ad interim).
- Depuis 2013 : Tommy Leclercq (Parti socialiste).

### Commandants militaires
- 1841 - 1843 : Général baron Édouard Duval de Beaulieu de Blaregnies.
- 1843 - 1844 : Général D. Loix.
- 1844 - 1846 : Général baron Pierre Emmanuel Félix Chazal.
- 1846 - 1849 : Général Dominique Nypels.
- 1849 - 1850 : Colonel C. Dens.
- 1850 - 1851 : Général baron Léon Greindl.
- 1851 - 1855 : Général E. Crossée.
- 1855 - 1858 : Général L. Ducorron.
- 1858 - 1860 : Général Jules-Gustave Ablaÿ.
- 1860 - 1867 : Général H. Servaes.
- 1867 - 1871 : Général C. Lahure.
- 1871 - 1872 : Général Augustin Orban de Xivry.
- 1872 - 1879 : Général L. de Moor.
- 1879 - 1880 : Général F. Daufresne de La Chevalerie.
- 1880 - 1882 : Général L. Daudenart.
- 1882 - 1883 : Général O. Daywaille.
- 1883 - 1888 : Général O. Le Maire.
- 1888 - 1890 : Colonel L. Bougart.
- 1890 - 1892 : Colonel C. Liagre.
- 1892 - 1898 : Général L. Lemercier.
- 1898 - 1902 : Général L. Boel.
- 1902 - 1903 : Général L. Delee.
- 1903 - 1907 : Général H. Courtin.
- 1907 - 1909 : Général L. Partoes.
- 1909 - 1913 : Général L. Canon.
- 1913 - 1924 : Général G. Baix.
- 1924 - 1930 : Général J. Piette.
- 1930 - 1932 : Général E. Crouquet.
- 1932 - 1934 : Général HG. Williame.
- 1934 - 1936 : Général AF. Dehaene
- 1936 - 1938 : Général baron Raoul de Hennin de Boussu-Walcourt.
- 1938 - 1940 : Colonel Breveté d'État-Major Joseph Leroy.
- 1940 - 1944 : Général baron MG. Donnay de Casteau.
- 1944 - 1945 : Général AL. Desclée.
- 1945 - 1946 : Colonel HP. Lecomte.
- 1946 - 1947 : Général Léon Bievez.
- 1947 - 1950 : Colonel Philippe Houyoux.
- 1950 - 1953 : Colonel Breveté d'État-Major G. J. Xhaët.
- 1953 - 1954 : Colonel JJL. Gonze.
- 1954 - 1956 : Colonel ER. Quintin.
- 1956 - 1958 : Colonel EJ. Collet.
- 1958 - 1963 : Colonel P. Racot.
- 1963 - 1964 : Colonel baron Thierry de La Kethulle de Ryhove.
- 1964 - 1965 : Colonel Breveté d'État-Major J. Linard de Guertechin.
- 1965 - 1966 : Colonel chevalier J. d'Oreye de Lantremange.
- 1966 - 1969 : Colonel M. Minette.
- 1969 - 1970 : Colonel Breveté d'État-Major P. Legrand.
- 1970 - 1972 : Colonel Breveté d'État-Major G. Schtickzelle.
- 1972 - 1973 : Colonel R. Leemans.
- 1973 - 1978 : Colonel Breveté d'État-Major baron C.  de Viron.
- 1978 - 1979 : Colonel Ir F. Salle.
- 1979 - 1980 : Colonel F. Leblanc.
- 1980 - 1982 : Colonel Breveté d'État-Major chevalier E. de Neve de Roden.
- 1982 - 1986 : Colonel G. Bauters.
- 1986 - 1990 : Colonel J. Jacquet.
- 1990 - 1991 : Colonel Breveté d'État-Major J. Dassy Ir. Aide de camp du Roi.
- 1991 - 1994 : Colonel Breveté d'État-Major B. Neirynck Ir.
- 1994 - 1997 : Colonel Breveté d'État-Major P. Dubar.
- 1997 - 2000 : Colonel Breveté d'État-Major P. Vergauwen.
- 2000 - 2008 : Général F. Massaux Ir.
- 2008 - 2011 : Pha Colonel Philippe Misson.
- 2011 - 2016 : Colonel d'aviation administrateur militaire Pierre Bancu.
- 2016 -          : Colonel d'aviation administrateur militaire Guy Dobbelaere.

### Arrondissements administratifs

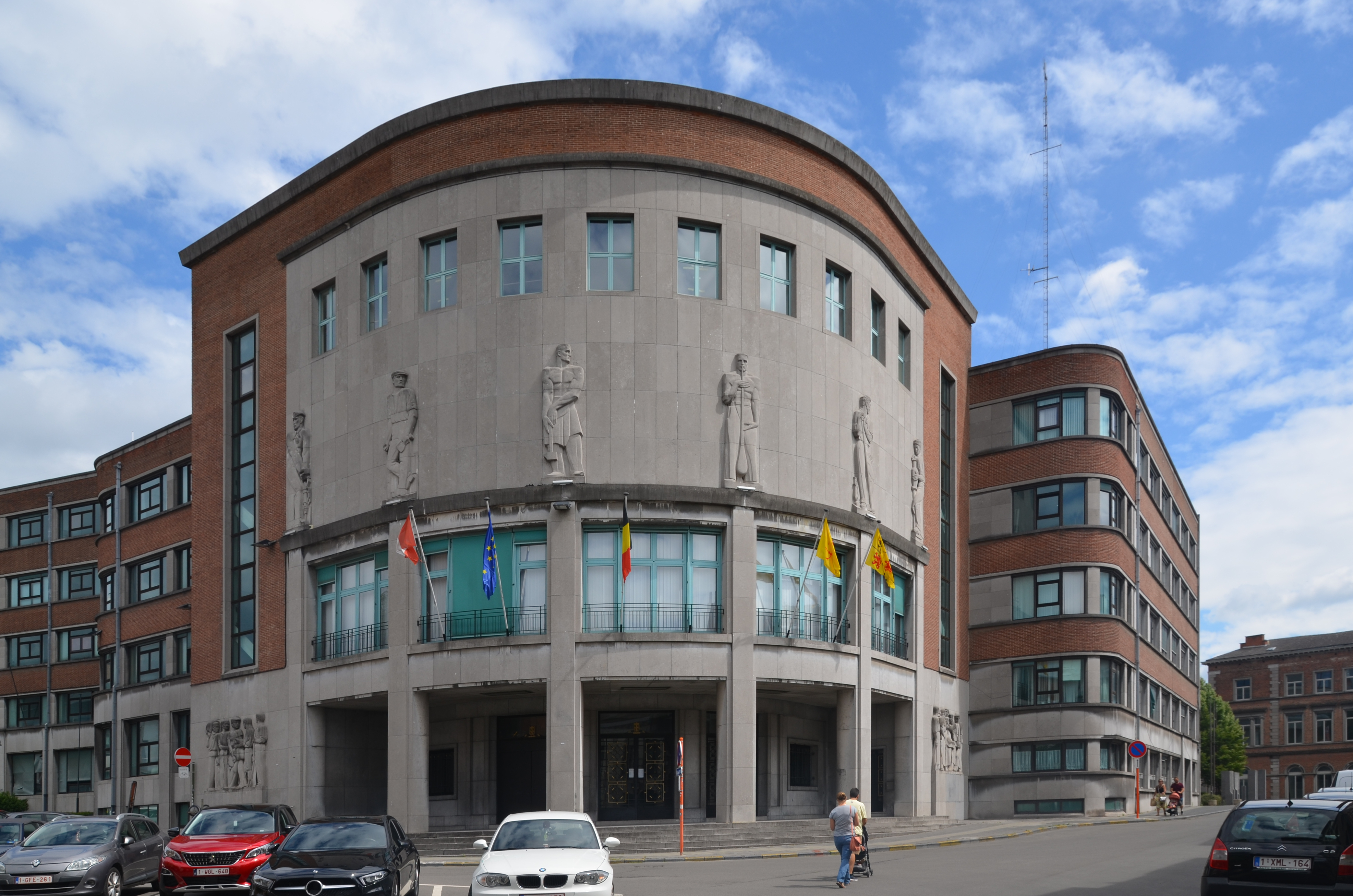
Le palais provincial, à Mons.

La province est divisée en sept arrondissements : Ath, Charleroi, La Louvière, Mons, Soignies, Thuin et Tournai-Mouscron.

### Arrondissements judiciaires
Depuis le 1er avril 2014, la Province de Hainaut ne compte qu'un arrondissement judiciaire, celui du Hainaut. Avant cette date, elle en comptait trois, ceux de Charleroi, de Mons et de Tournai. Contrairement aux autres arrondissements judiciaires du pays, celui du Hainaut a trois procureurs du Roi, un à Tournai et un à Charleroi.

## Géographie
La province a pour chef-lieu Mons. Sa superficie est de 3 812,83 km2 pour 1 360 074 habitants au 1er janvier 2024, ce qui fait d'elle la province la plus peuplée de la Région wallonne. Sa densité de population est de 356,71 habitants par kilomètre carré. Outre Mons, ses principales villes sont Charleroi, La Louvière, Mouscron et Tournai. Le Hainaut compte 69 communes réparties dans sept arrondissements administratifs.
Le Hainaut est constitué de différentes sous-régions, dont le Tournaisis, la Thudinie, la Botte du Hainaut dont le nom désigne la forme géographique du sud de la province, le Borinage, le Centre et le Pays de Charleroi, etc. Ces trois dernières sont connues pour leur passé charbonnier.

L'altitude de la province est comprise entre 10 m (Celles) et 365 m (L'Escaillère).

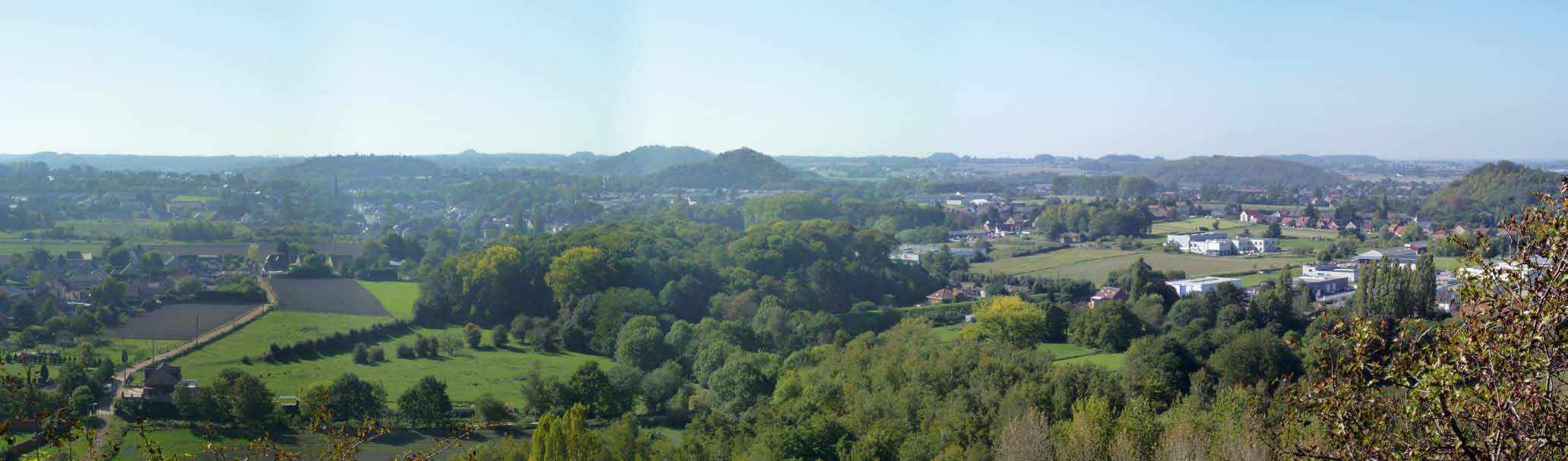
Vue sur le Borinage à Frameries.
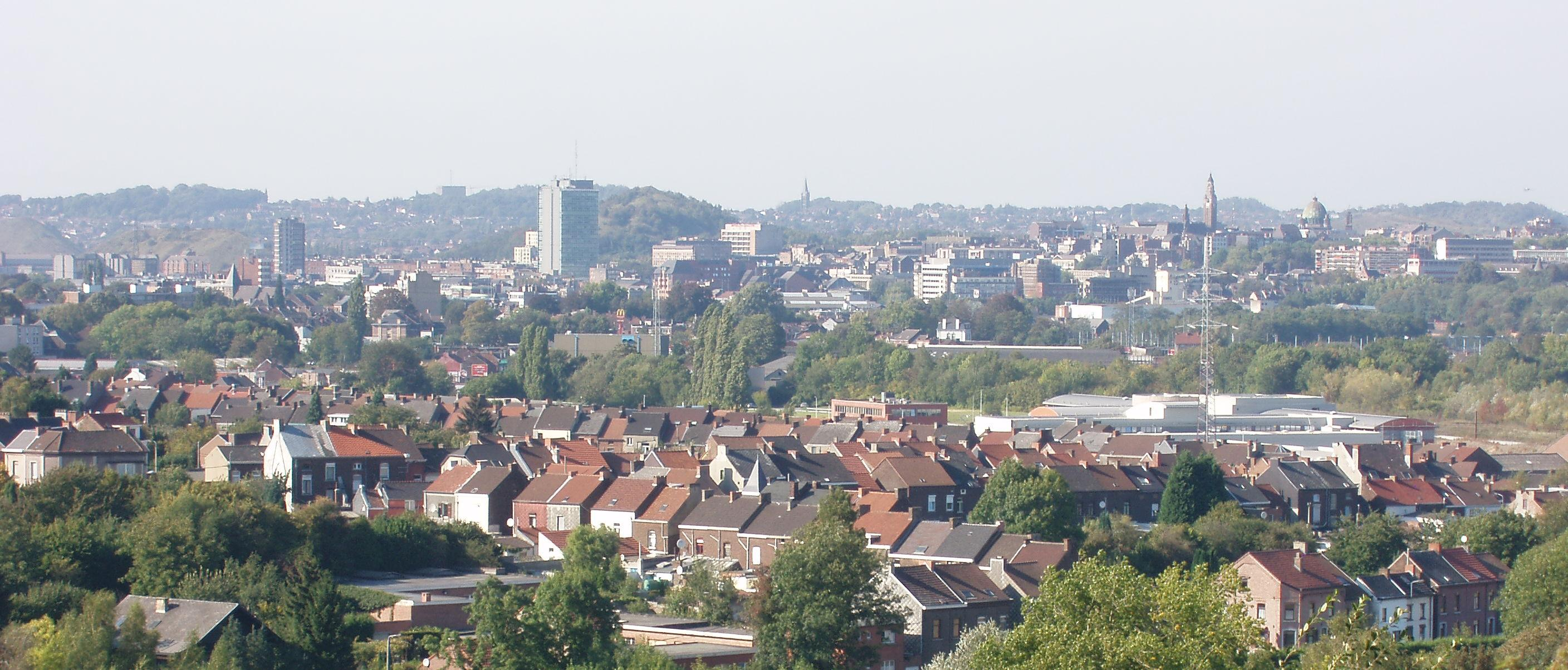
Vue sur le Pays de Charleroi depuis Couillet.
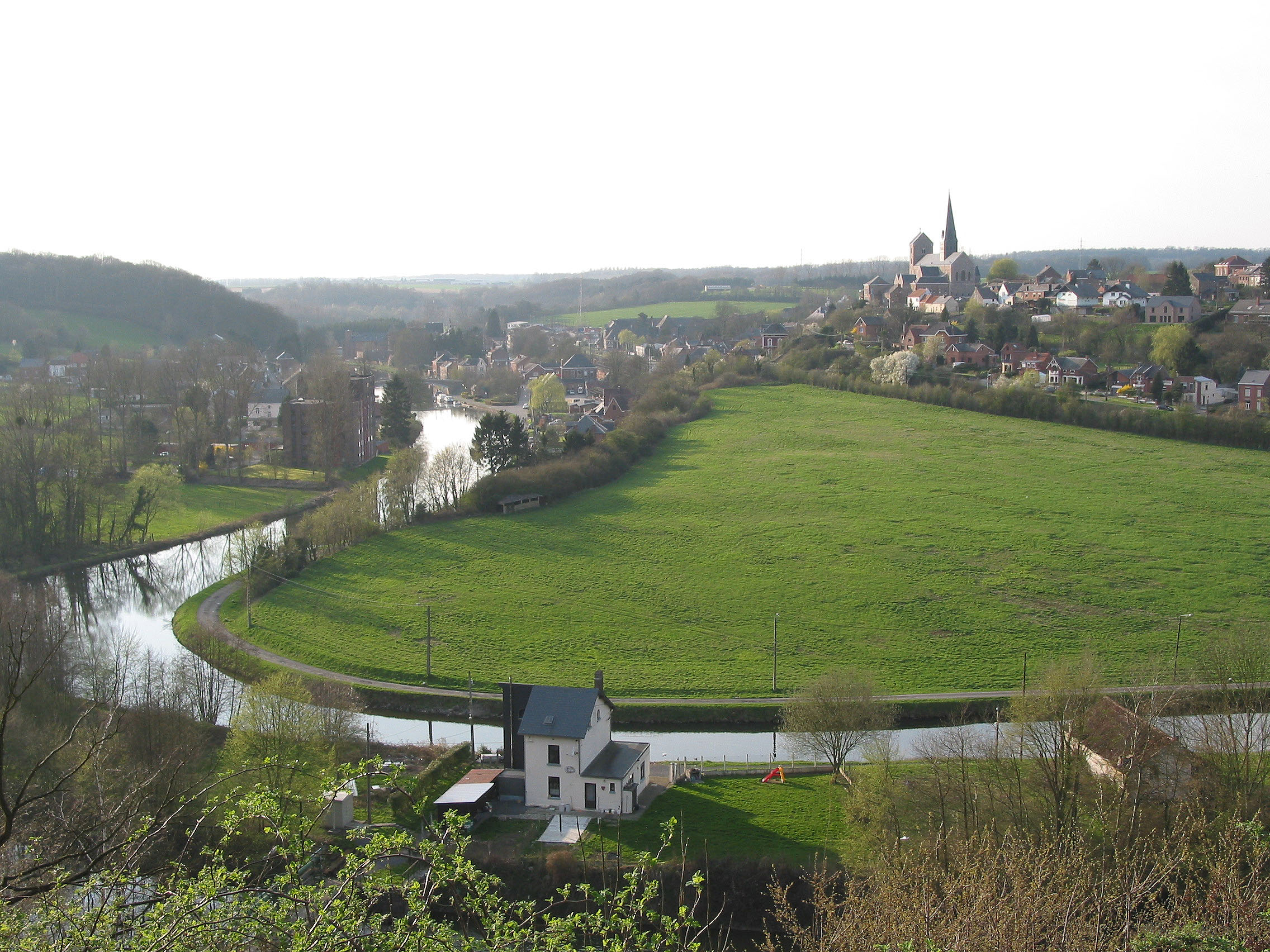
Vue de Lobbes en Thudinie.
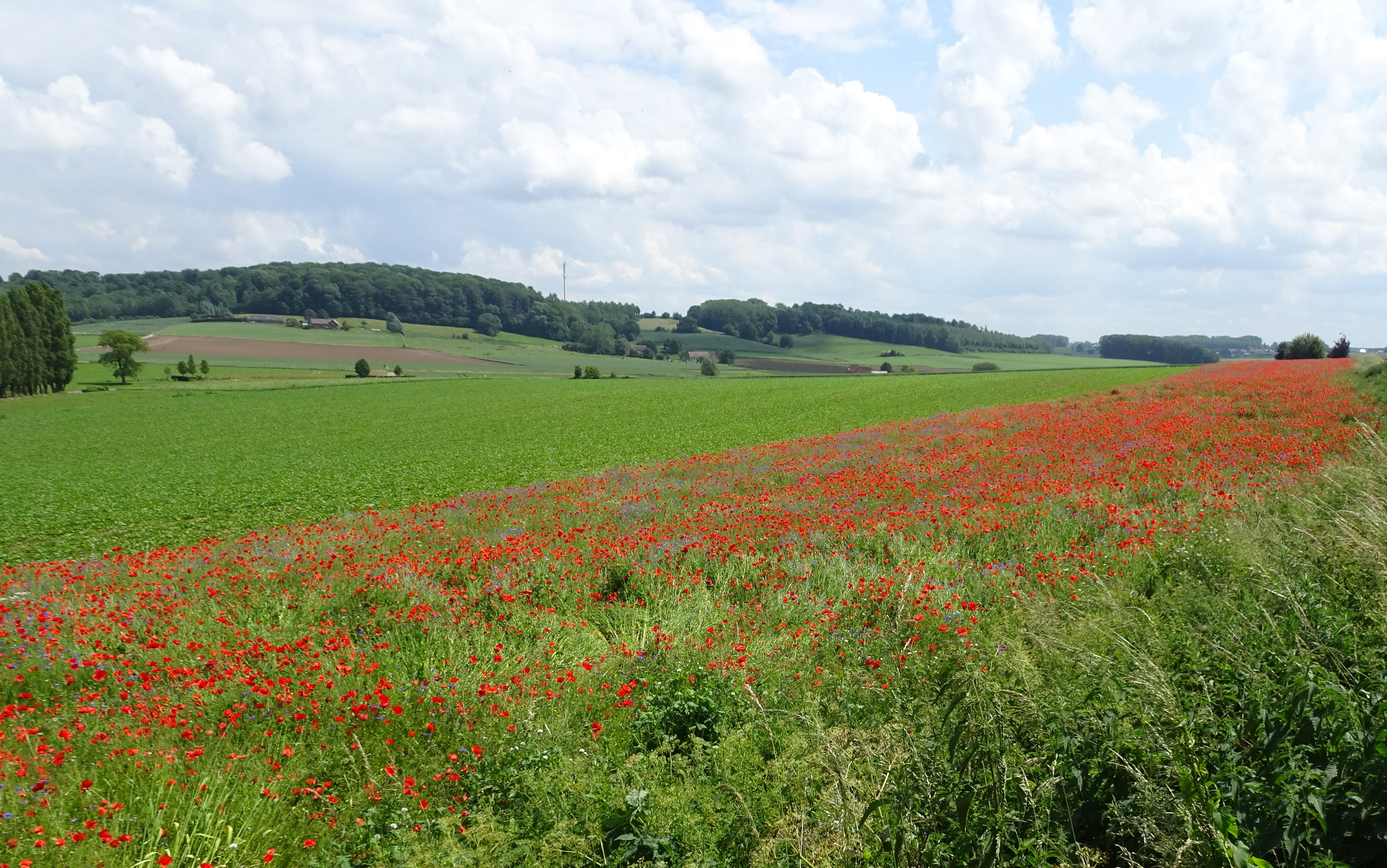
Vue du Tournaisis à Thimougies.
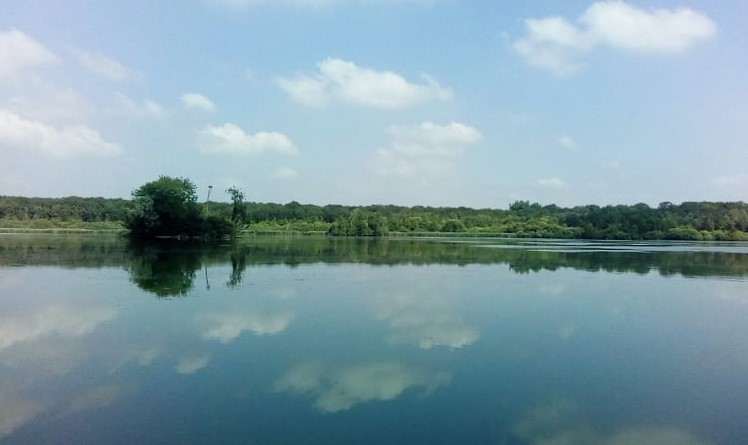
L'étang de Virelles près de Chimay dans la Botte du Hainaut.
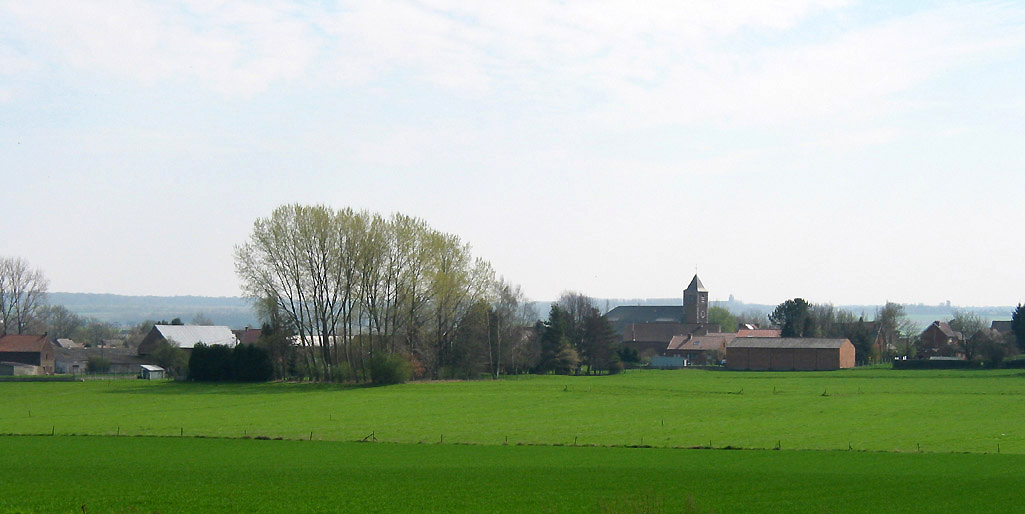
Vue du village de Bray dans la région du Centre.
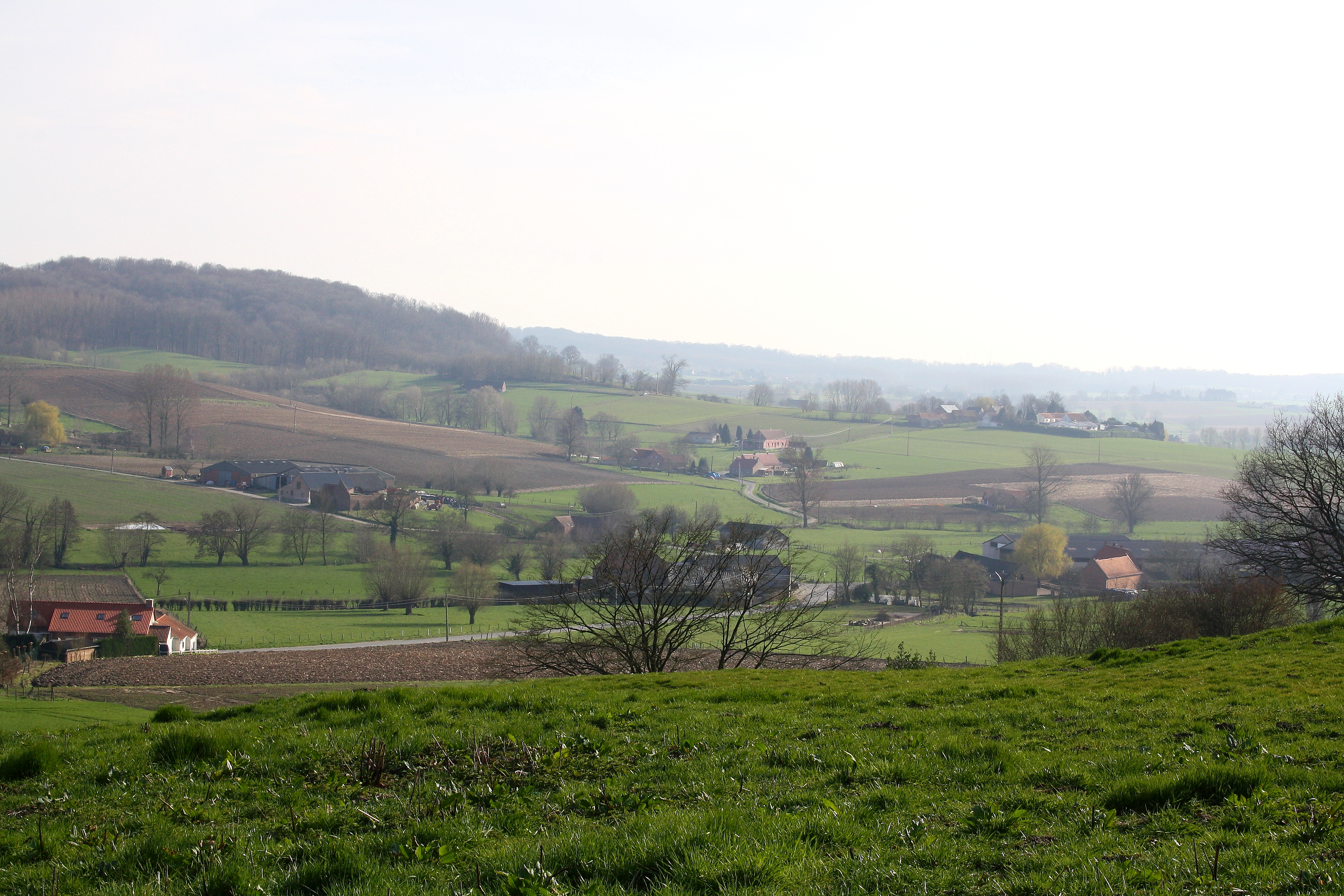
Parc naturel du Pays des Collines avec le Bois Lefèbvre, vue depuis le Hameau des Papins à Frasnes-lez-Anvaing.

## Démographie

### Population par arrondissement
| Arrondissement      | 01-01-1995 | 01-01-2000 | 01-01-2005 | 01-01-2010 | 01-01-2015 | 01-01-2020 | 01-01-2024 |
| ------------------- | ---------- | ---------- | ---------- | ---------- | ---------- | ---------- | ---------- |
| Ath                 | 77 828     | 79 085     | 80 567     | 83 752     | 86 167     | 128 468    | 130 448    |
| Charleroi           | 427 751    | 421 059    | 421 394    | 425 110    | 429 854    | 396 962    | 399 742    |
| La Louvière,        | -          | -          | -          | -          | -          | 141 470    | 142 019    |
| Mons                | 252 872    | 249 334    | 248 986    | 251 901    | 257 804    | 259 237    | 260 855    |
| Mouscron,           | 70 693     | 70 056     | 69 966     | 72 380     | 75 200     | -          | -          |
| Soignies            | 170 868    | 173 297    | 177 398    | 183 169    | 188 389    | 105 179    | 108 487    |
| Thuin               | 145 425    | 146 086    | 146 627    | 149 082    | 151 115    | 91 725     | 92 684     |
| Tournai,            | 141 212    | 140 550    | 141 337    | 144 486    | 146 831    | -          | -          |
| Tournai-Mouscron,   | -          | -          | -          | -          | -          | 223 799    | 225 839    |
| Province de Hainaut | 1 286 649  | 1 279 467  | 1 286 275  | 1 309 880  | 1 335 360  | 1 346 840  | 1 360 074  |

### Évolution démographique
Nombre d'habitants × 1000
- Source : Statbel - Remarque : 1806 - 1970 = recensements ; à partir de 1980 = population au 1er janvier[2]

## Sécurité et secours

### Police
Pour les services de police, la province est divisée en 23 zones de police.
| - 5316 ZP Du Tournaisis : Antoing, Brunehaut, Rumes et Tournai - 5317 ZP Mouscron : Mouscron - 5318 ZP Comines-Warneton : Comines-Warneton - 5319 ZP Belœil/Leuze-en-Hainaut : Belœil et Leuze-en-Hainaut - 5320 ZP Du Val de l'Escaut : Celles, Estaimpuis, Mont-de-l'Enclus et Pecq - 5321 ZP Bernissart/Péruwelz : Bernissart et Péruwelz - 5322 ZP Ath : Ath - 5323 ZP Des Collines : Ellezelles, Flobecq, Frasnes-lez-Anvaing et Lessines - 5324 ZP Mons-Quévy : Mons et Quévy - 5325 ZP La Louvière : La Louvière - 5326 ZP De Sylle et Dendre : Brugelette, Chièvres, Enghien, Jurbise, Lens et Silly - 5327 ZP Boraine : Boussu, Colfontaine, Frameries, Quaregnon et Saint-Ghislain | - 5328 ZP Haute Senne : Braine-le-Comte, Écaussinnes, Le Rœulx et Soignies - 5329 ZP Des Hauts-Pays : Dour, Hensies, Honnelles et Quiévrain - 5330 ZP Charleroi : Charleroi - 5331 ZP Aiseau-Presles/Châtelet/Farciennes : Aiseau-Presles, Châtelet et Farciennes - 5332 ZP Anderlues/Binche : Anderlues et Binche - 5333 ZP Lermes : Erquelinnes, Estinnes, Lobbes et Merbes-le-Château - 5334 ZP Botte du Hainaut : Beaumont, Chimay, Froidchapelle, Momignies et Sivry-Rance - 5335 ZP Du Mariemont : Chapelle-lez-Herlaimont, Manage, Morlanwelz et Seneffe - 5336 ZP Des Trieux : Courcelles et Fontaine-l'Évêque - 5337 ZP Brunau : Fleurus, Les Bons Villers et Pont-à-Celles - 5338 ZP Germinalt : Gerpinnes, Ham-sur-Heure-Nalinnes, Montigny-le-Tilleul et Thuin |

### Pompiers
En ce qui concerne les pompiers, la province est divisée en trois zones de secours : 
- Hainaut Centre :  Binche, Boussu, Braine-le-Comte, Brugelette, Chapelle-lez-Herlaimont, Chièvres, Colfontaine, Dour, Écaussinnes, Enghien, Estinnes, Frameries, Hensies, Honnelles, Jurbise, La Louvière, Le Rœulx, Lens, Manage, Mons, Morlanwelz, Quaregnon, Quévy, Quiévrain, Saint-Ghislain, Seneffe, Silly, Soignies ;
- Hainaut Est :  Aiseau-Presles, Anderlues (depuis le 01/01/2016), Beaumont, Charleroi, Châtelet, Chimay, Courcelles, Erquelinnes (depuis le 01/01/2016), Farciennes, Fleurus, Fontaine-l'Évêque, Froidchapelle, Gerpinnes, Ham-sur-Heure-Nalinnes, Les Bons Villers, Lobbes (depuis le 01/01/2016), Merbes-le-Château (depuis le 01/01/2016), Momignies, Montigny-le-Tilleul, Pont-à-Celles, Sivry-Rance et Thuin ;
- Wallonie picarde :  Antoing, Ath, Belœil, Bernissart, Brunehaut, Celles, Comines-Warneton, Ellezelles, Estaimpuis, Flobecq, Frasnes-lez-Anvaing, Lessines, Leuze-en-Hainaut, Mont-de-l'Enclus, Mouscron, Pecq, Péruwelz, Rumes et Tournai.

### Protection civile
La province de Hainaut abritait une des six casernes de la protection civile belge sur son territoire : à Ghlin, jusqu'au 1er janvier 2019.

## Sport
| Football - R. Charleroi SC évolue en D1 Belge - RAEC Mons qui évolue en D5 Belge - R. Mouscron-Peruwelz - R. Géants Athois évolue en D3 Belge - R. Francs-Borains évolue en D3 Belge - UR. La Louvière Centre évolue en D3 Belge - R. FC Tournai évolue en D3 Belge - R. JE Binchoise évolue en D4 Belge - R. ES Acrenoise évolue en D4 Belge - R. US Genly-Quévy 89 évolue en D4 Belge - R. SC Templeuvois évolue en D4 Belge | Basket-ball - Union Mons-Hainaut évolue en D1 et en D2 Belge - Spirou Charleroi évolue en D1 - Essor Charleroi Basket évolue en D2 Belge - CEP Fleurus évolue en R1 Belge Handball - EHC Tournai évolue en D1 Belge Rugby à XV - RC Frameries évolue en D1 Belge - RC Soignies évolue en D1 Belge Waterpolo - CRN Tournai - Royal Dauphins mouscronnois | Volley-ball - Dauphines Charleroi évolue en Division d'honneur Rugby à XV - RC Frameries évolue en D1 Belge - RC Soignies évolue en D1 Belge Basket-ball - Royal Spirou Monceau évolue en D1 Belge |

## Tourisme
Sept maisons du tourisme couvrent le territoire de la province de Hainaut.
- La maison du tourisme de Picardie[23] : Comines-Warneton, Estaimpuis et Mouscron.
- La maison du tourisme du Tournaisis[23]: Antoing, Ath, Belœil, Brugelette, Brunehaut, Celles, Chièvres, Ellezelles, Enghien, Flobecq, Frasnes-lez-Anvaing, Lessines, Leuze-en-Hainaut, Mont-de-l'Enclus, Pecq, Péruwelz, Rumes, Silly et Tournai.
- La maison du tourisme de la région de Mons[24] : Boussu, Colfontaine, Dour, Frameries, Hensies, Honnelles, Jurbise, Lens, Mons, Quaregnon, Quévy, Quiévrain et Saint-Ghislain.
- La maison du tourisme du Parc des Canaux et Châteaux[25] :  Braine-le-Comte, Chapelle-lez-Herlaimont, Écaussinnes, Estinnes, La Louvière, Le Rœulx, Manage, Morlanwelz, Seneffe et Soignies.
- La maison du tourisme du Pays de Charleroi[26] : Aiseau-Presles, Charleroi, Châtelet, Courcelles, Farciennes, Fleurus, Fontaine-l'Évêque, Gerpinnes, Les Bons Villers et Pont-à-Celles.
- La maison du tourisme du Val de Sambre et Thudinie[27] : Anderlues, Binche, Erquelinnes, Ham-sur-Heure-Nalinnes, Lobbes, Merbes-le-Château et Thuin.
- La maison du tourisme de la Botte du Hainaut[28] : Beaumont, Chimay, Froidchapelle, Momignies et Sivry-Rance.

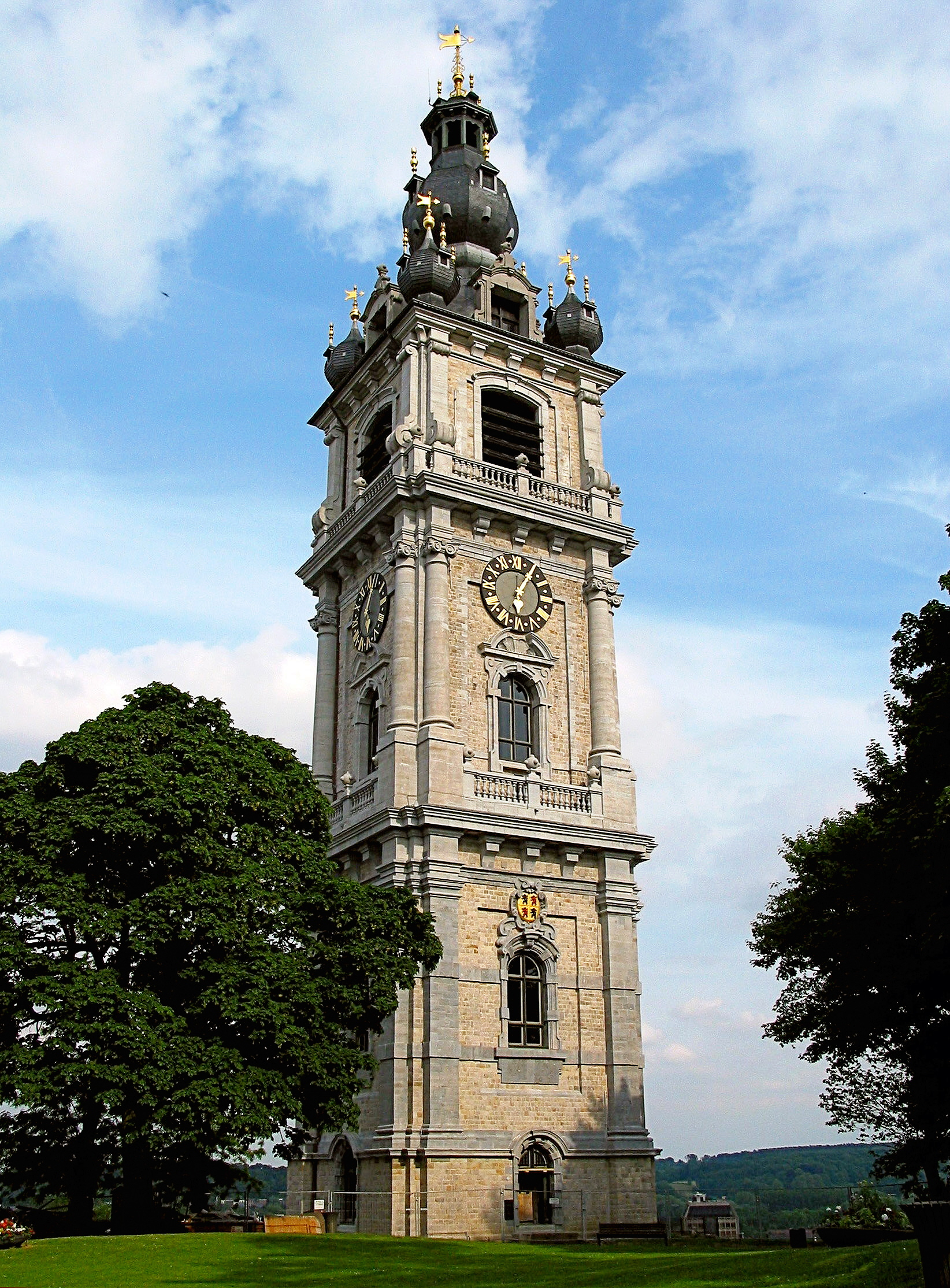
Le beffroi de Mons.
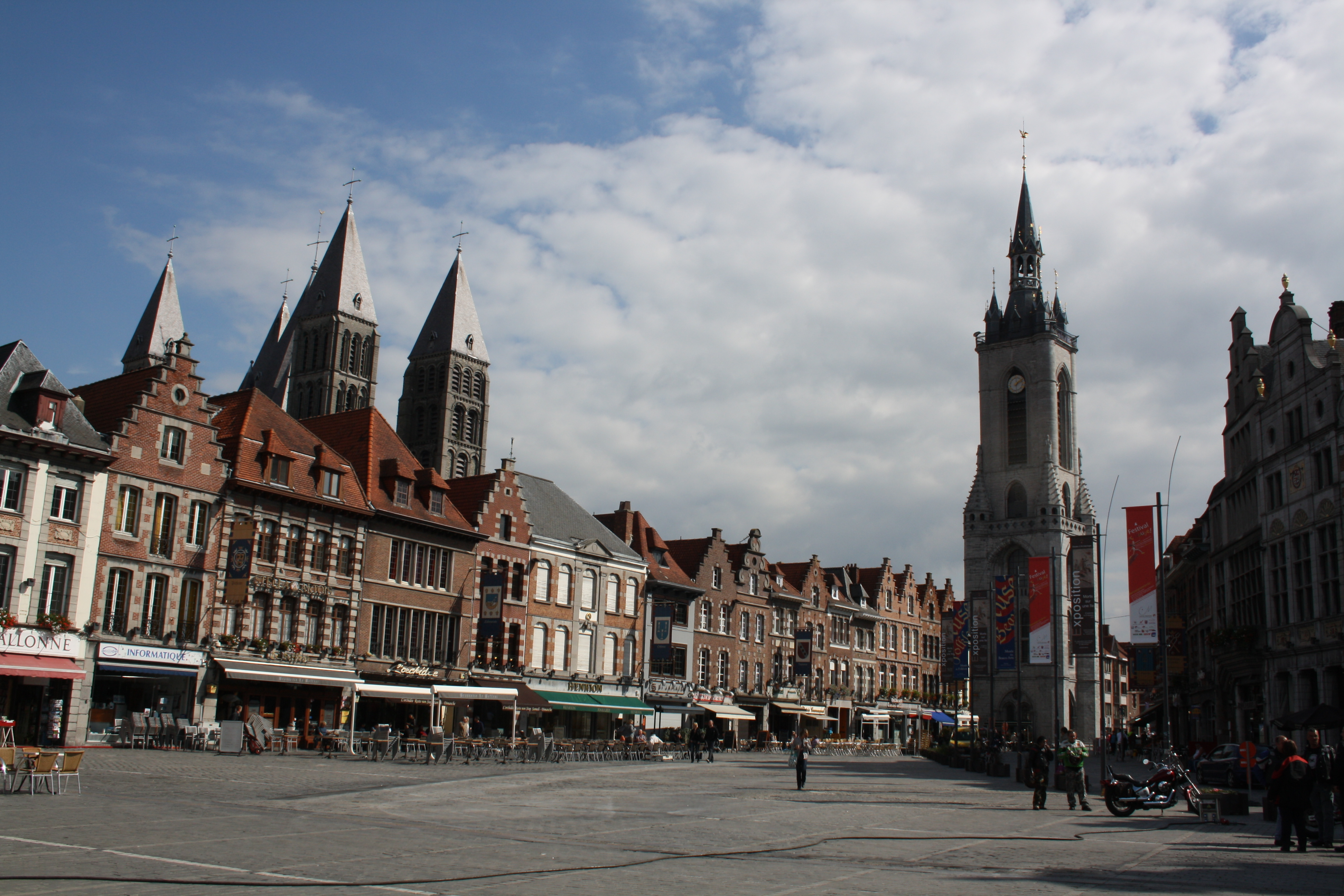
La Grand'Place de Tournai avec le beffroi et la cathédrale.
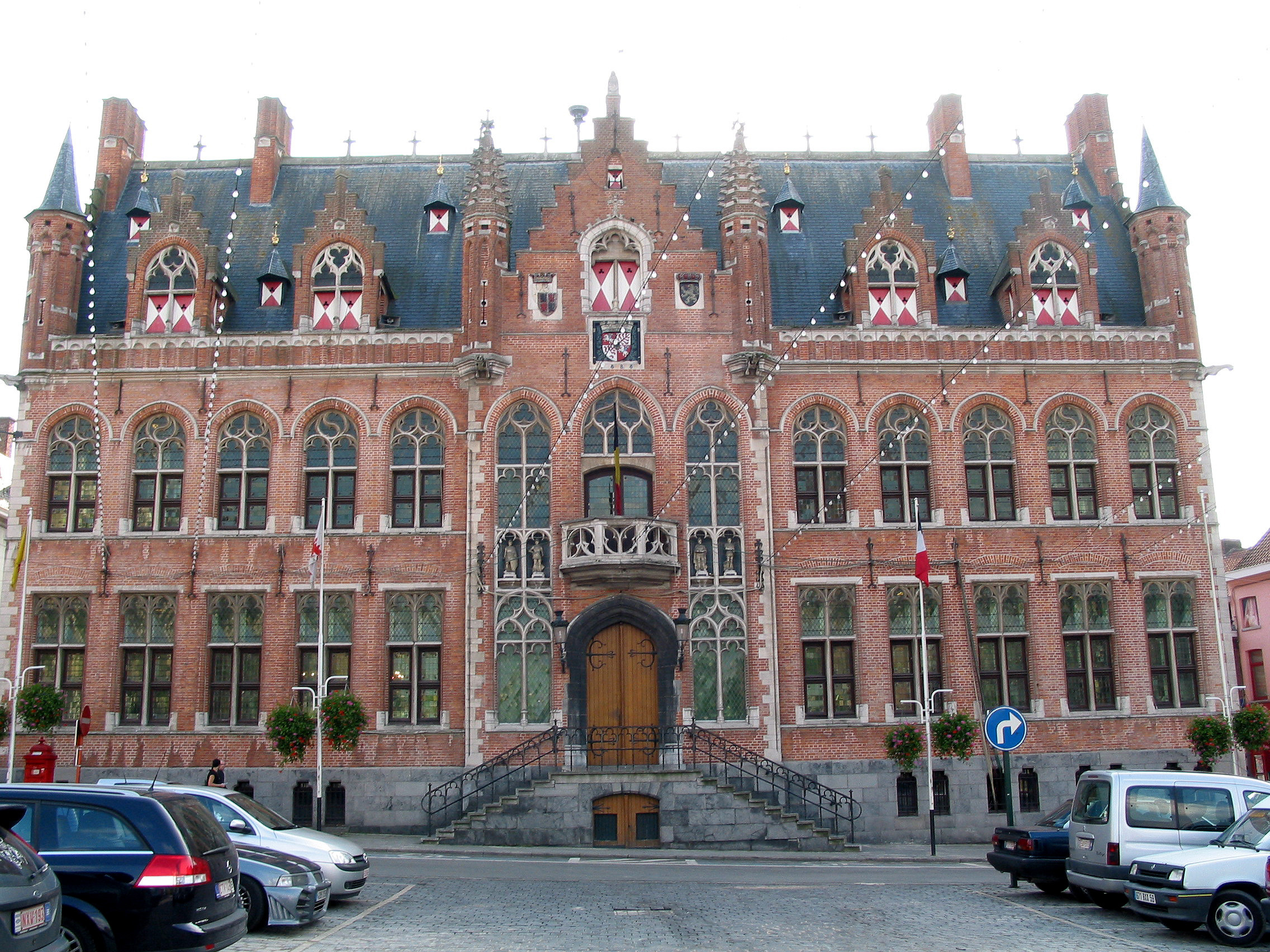
L'hôtel de ville de Mouscron.
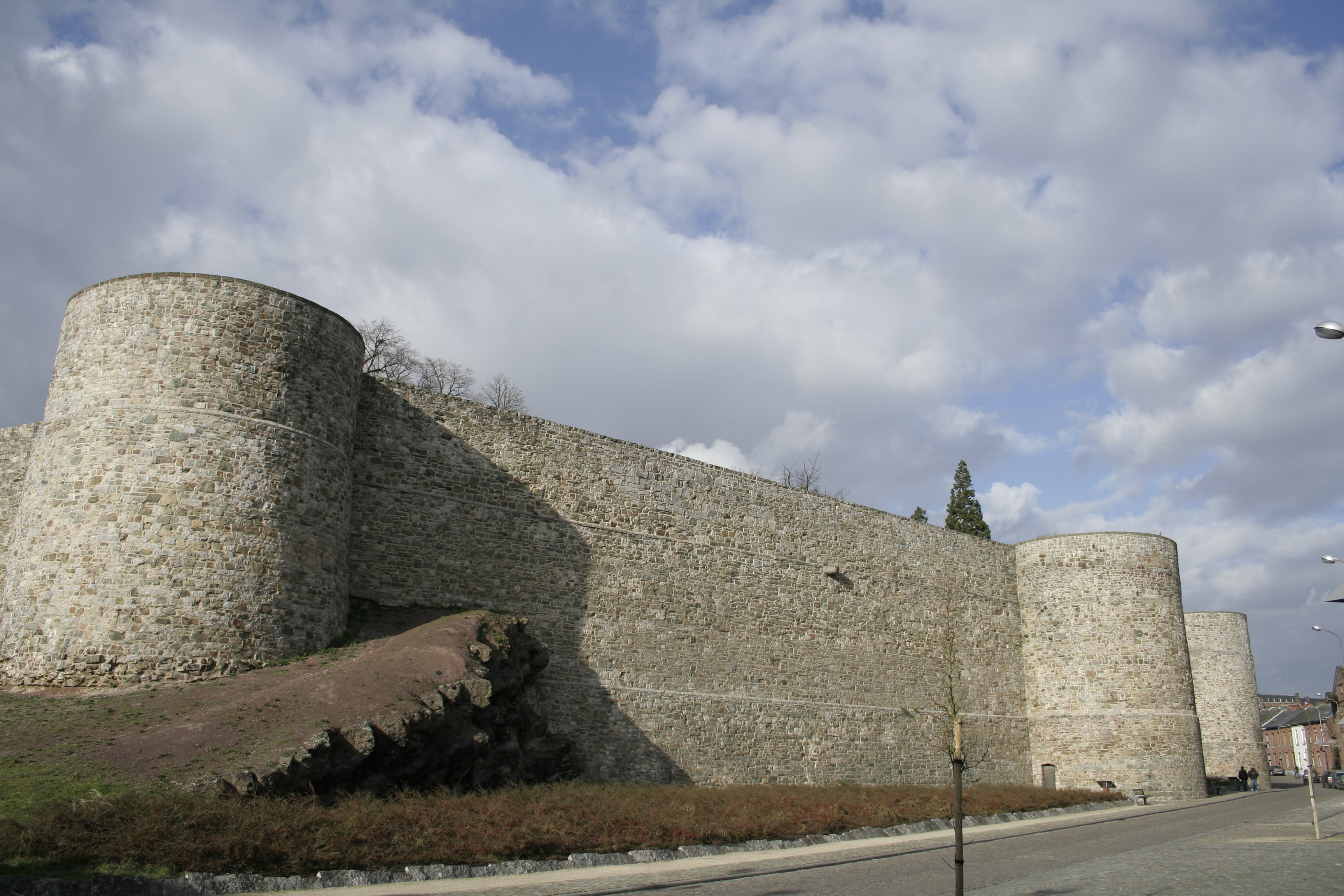
Binche, l'enceinte médiévale.
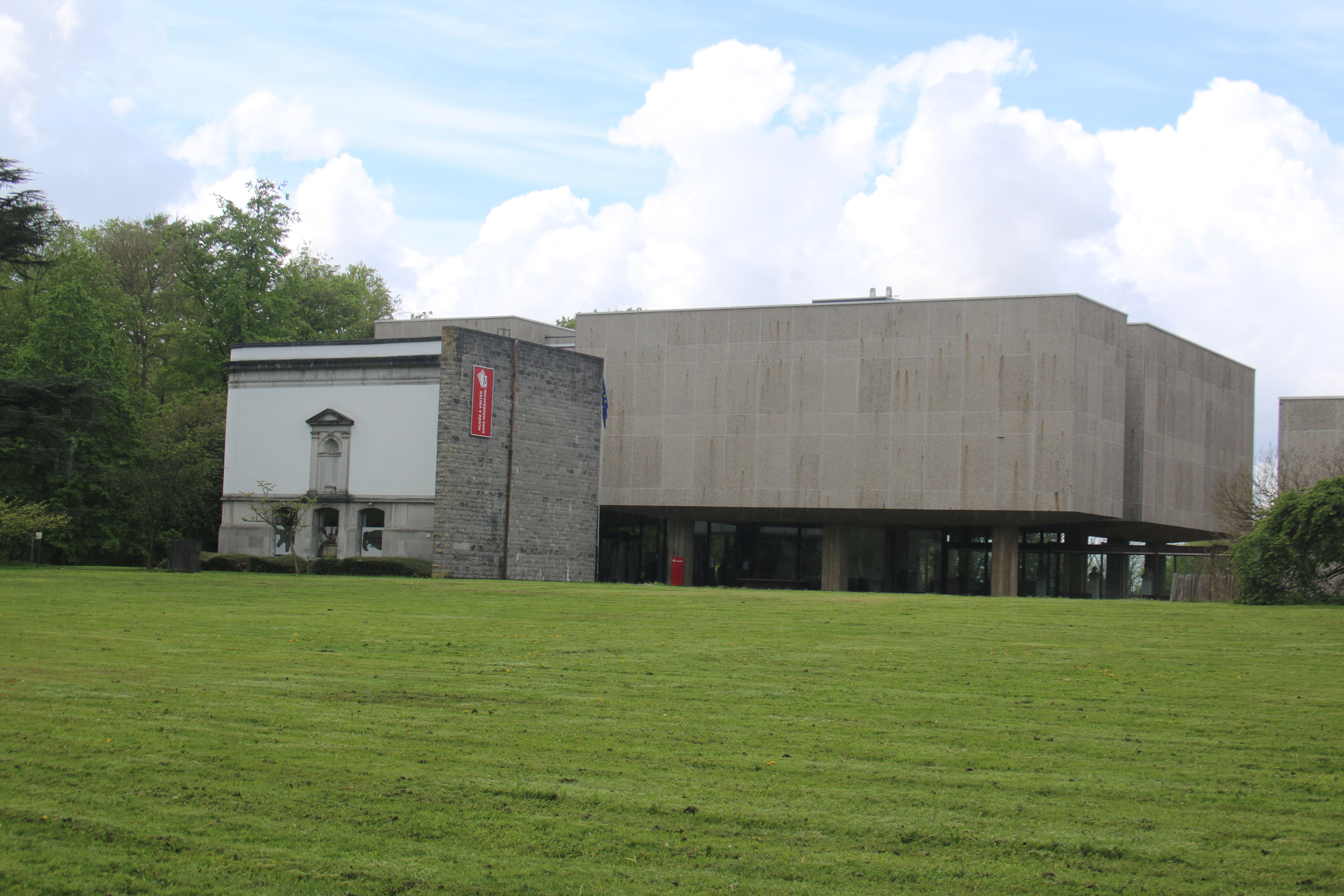
Le Musée royale de Mariemont à Morlanwelz.
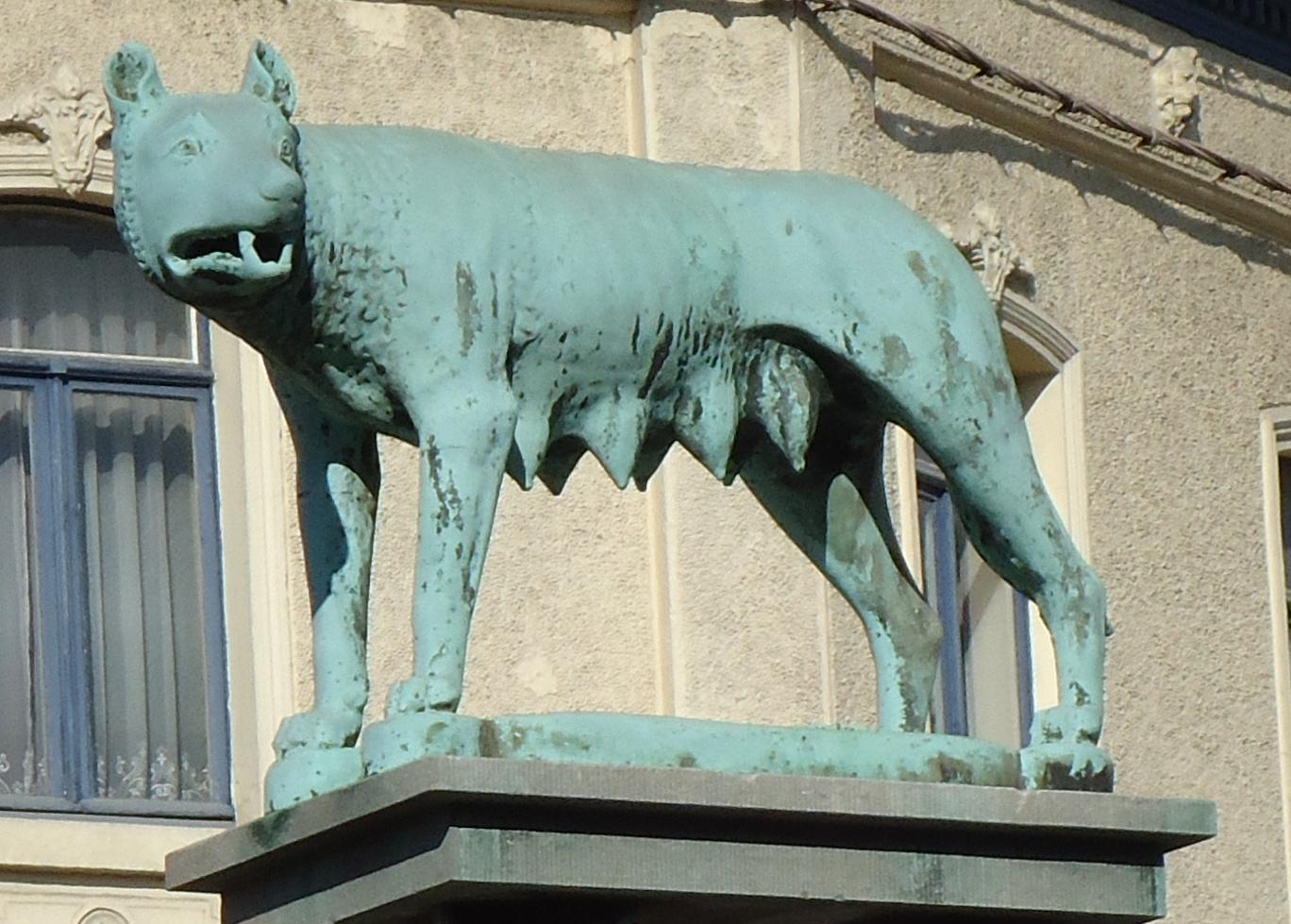
Statue de la louve à La Louvière.
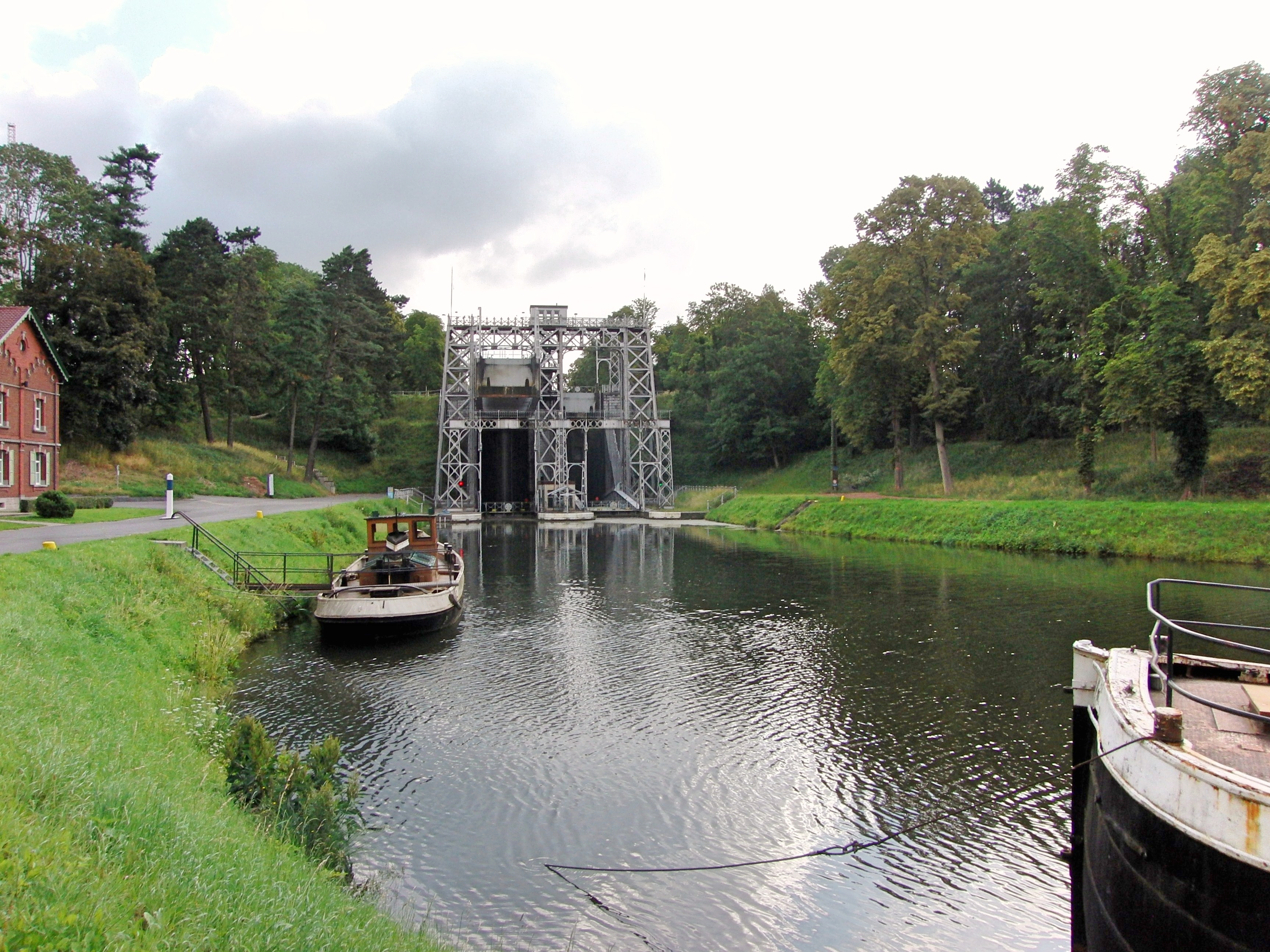
Le Canal historique du Centre à Houdeng-Gœgnies.
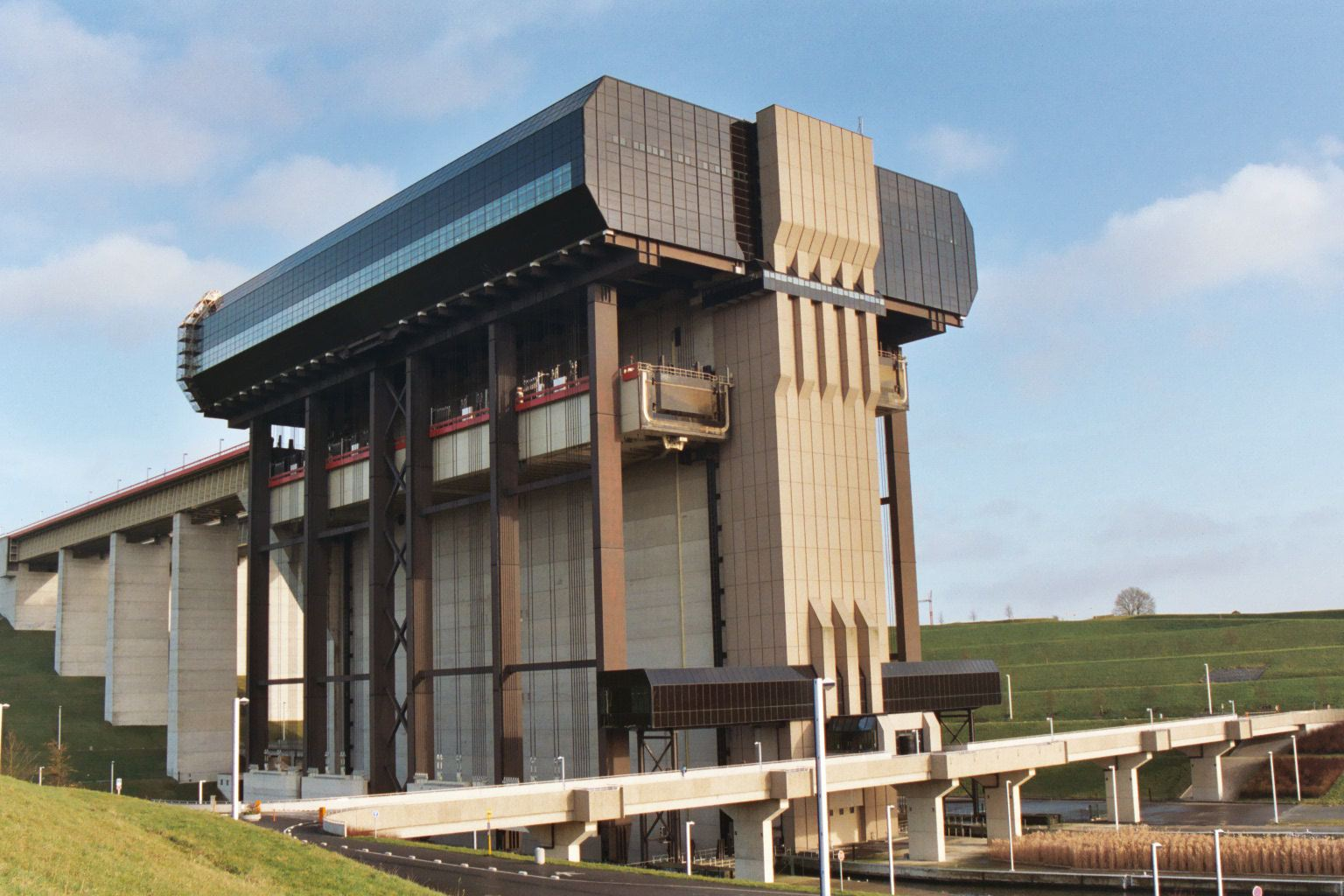
Ascenseur funiculaire de Strepy-Thieu commencé en 1882 et inauguré en 2002.
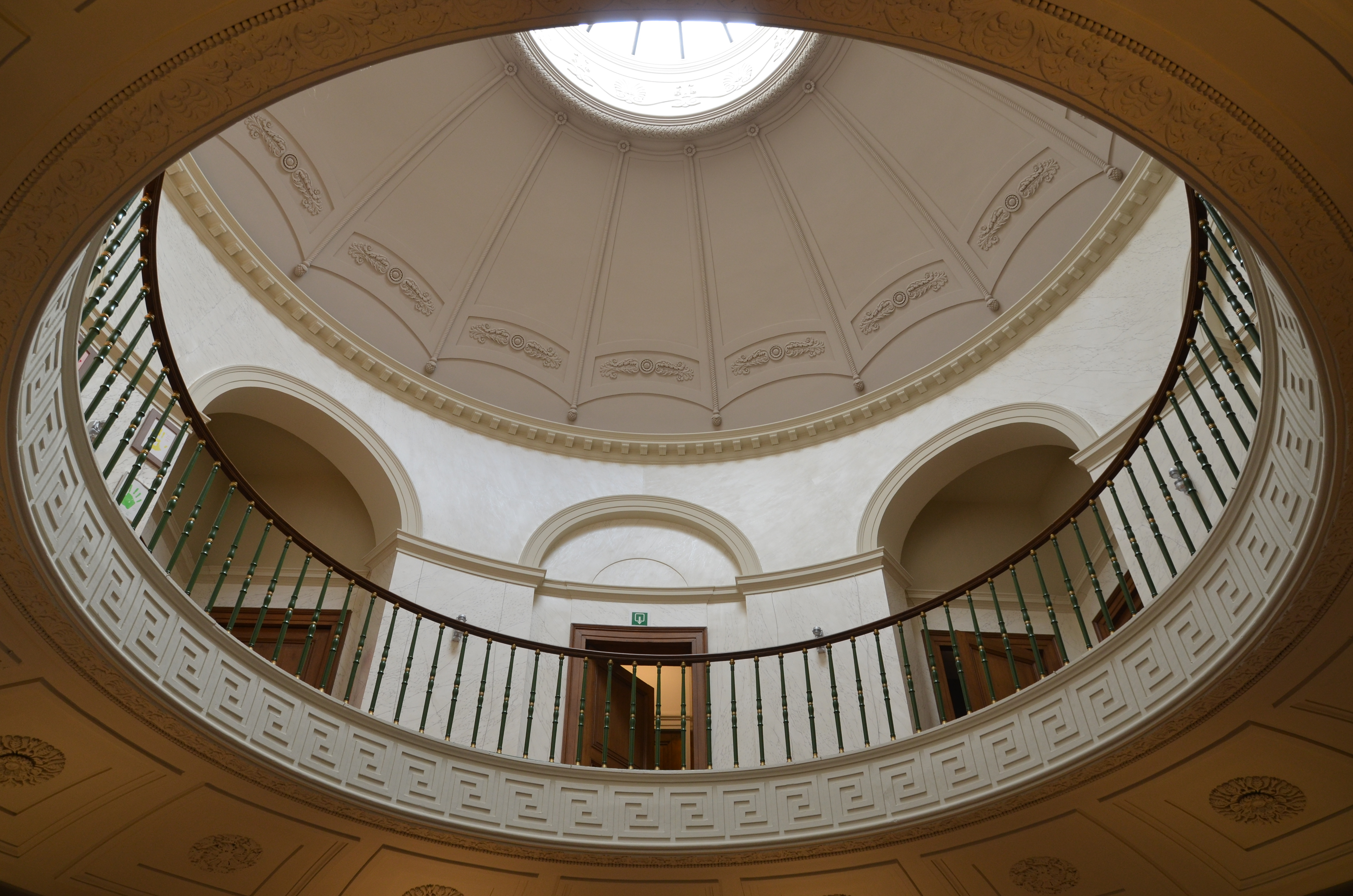
Couple de la rotonde du château Pirmez à Châtelet.
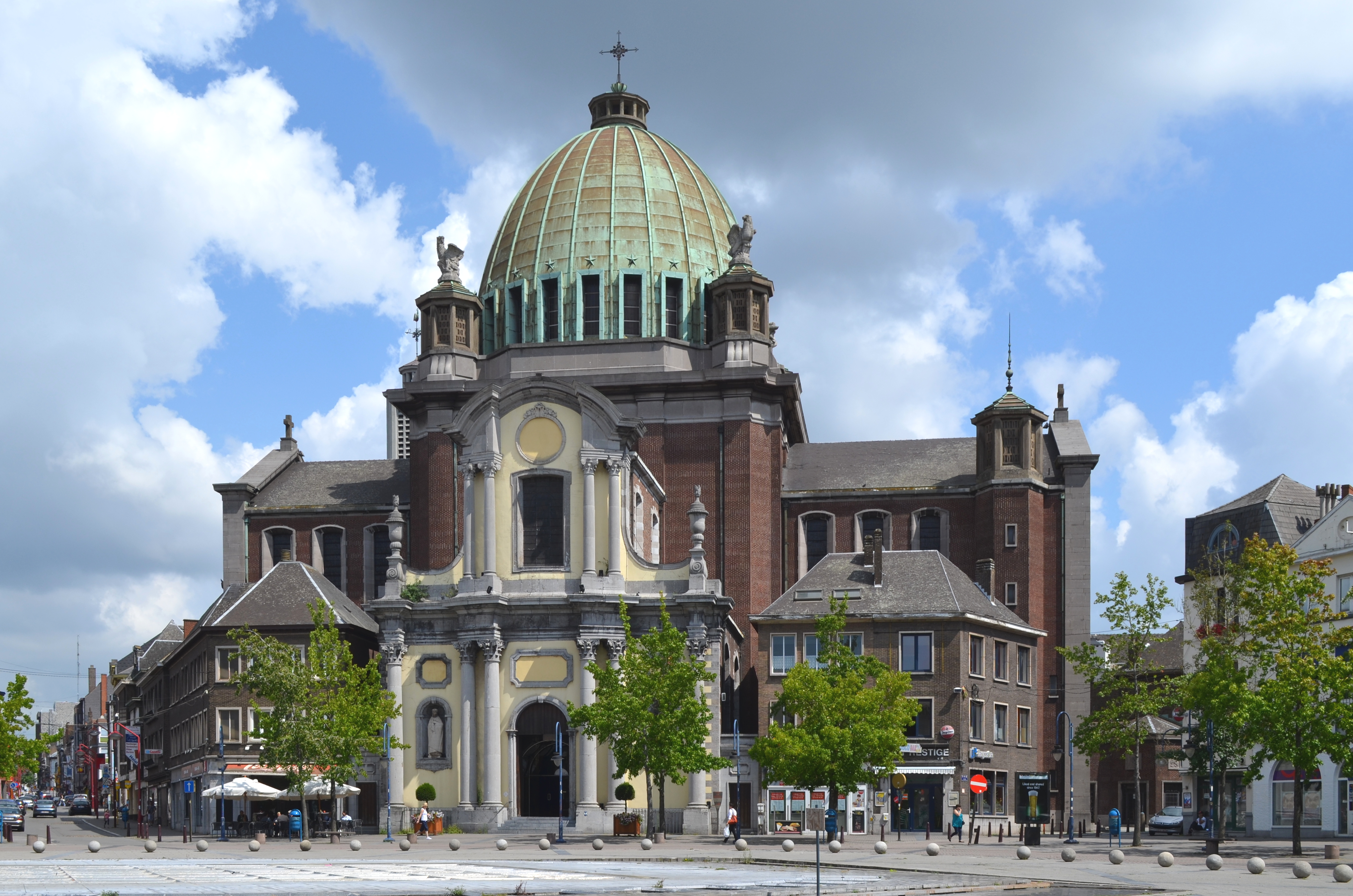
L'église Saint-Christophe de Charleroi.
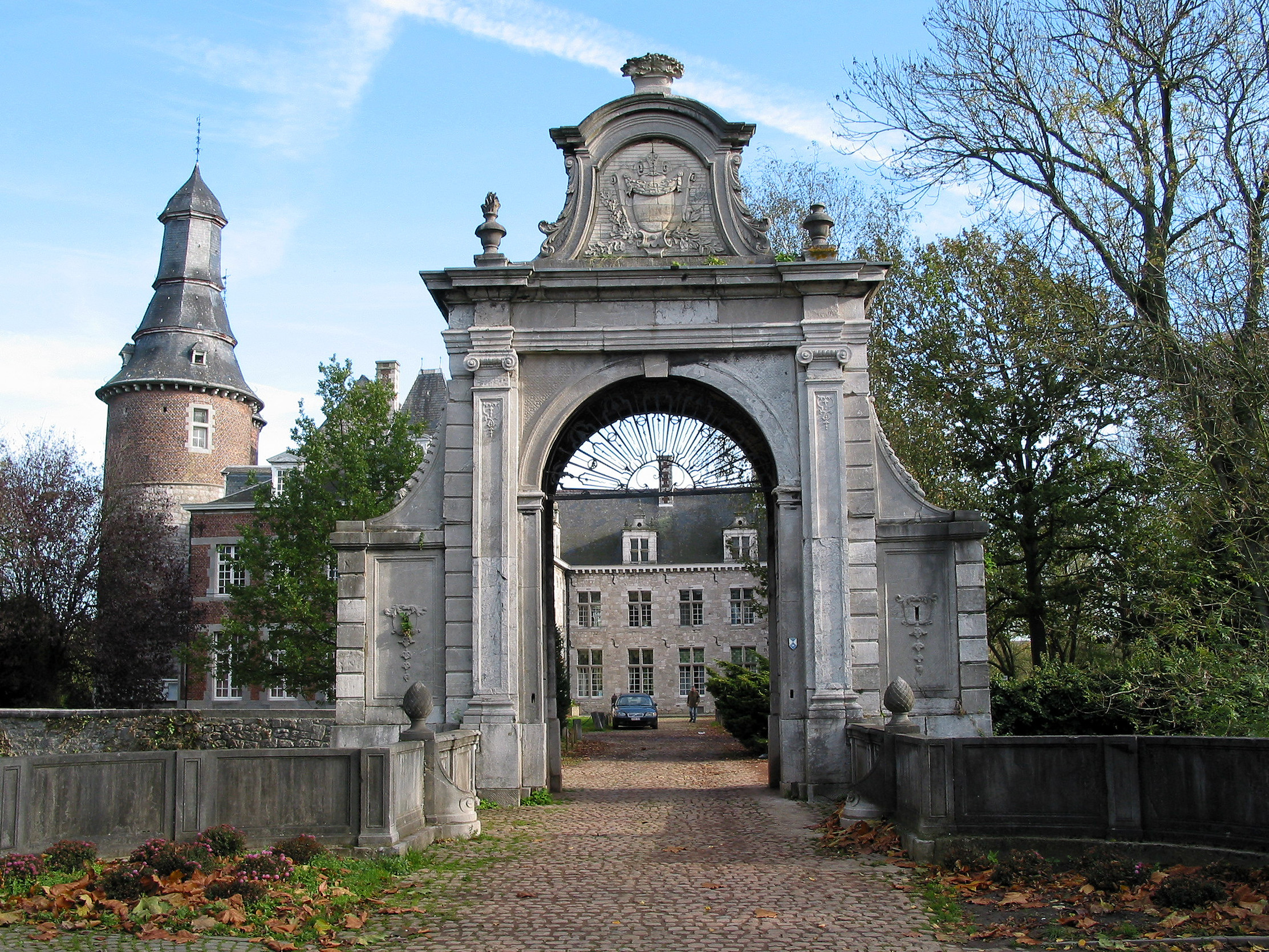
L'hôtel de ville de Fontaine-l'Évêque.
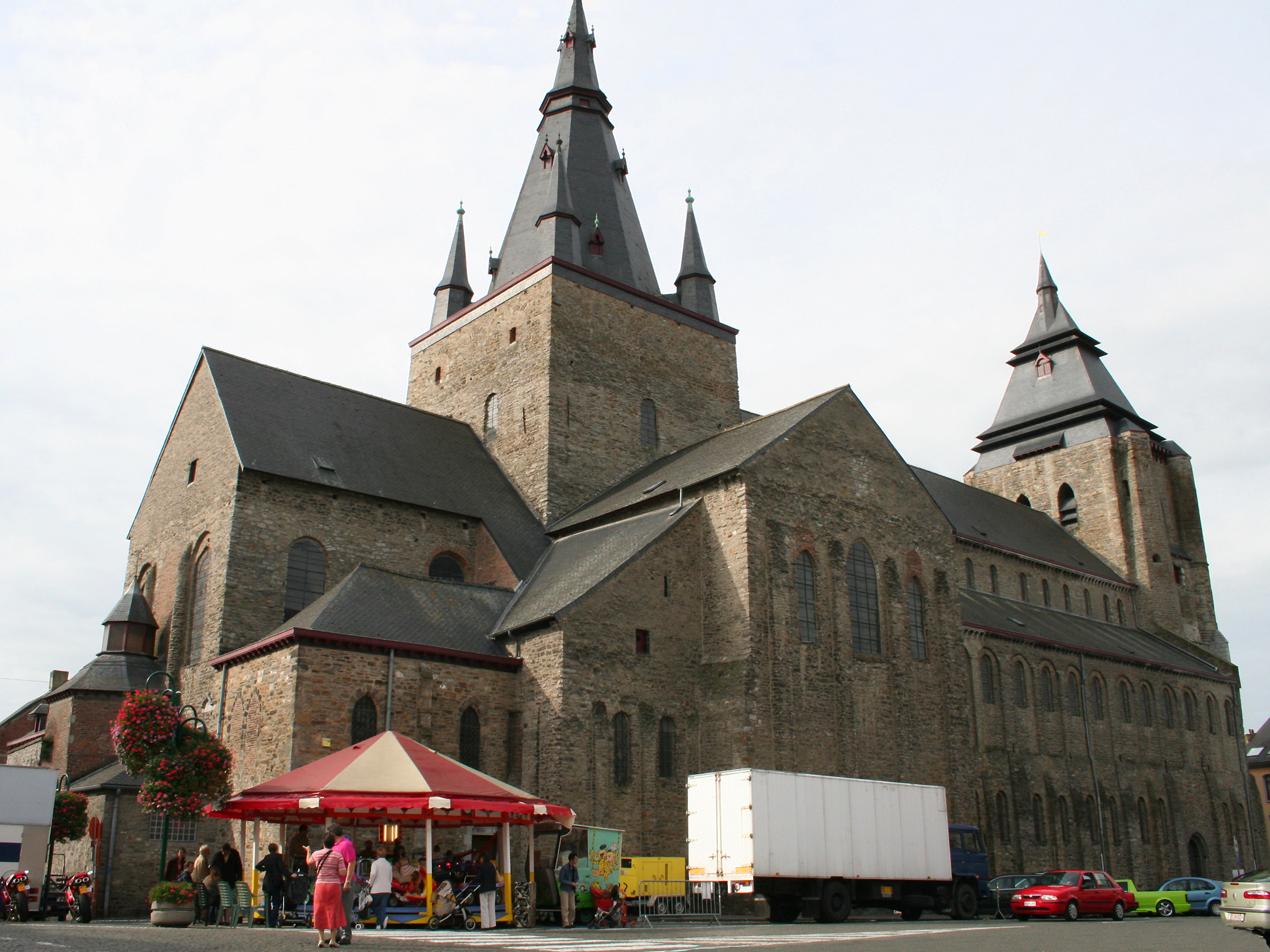
La collégiale Saint-Vincent de Soignies.
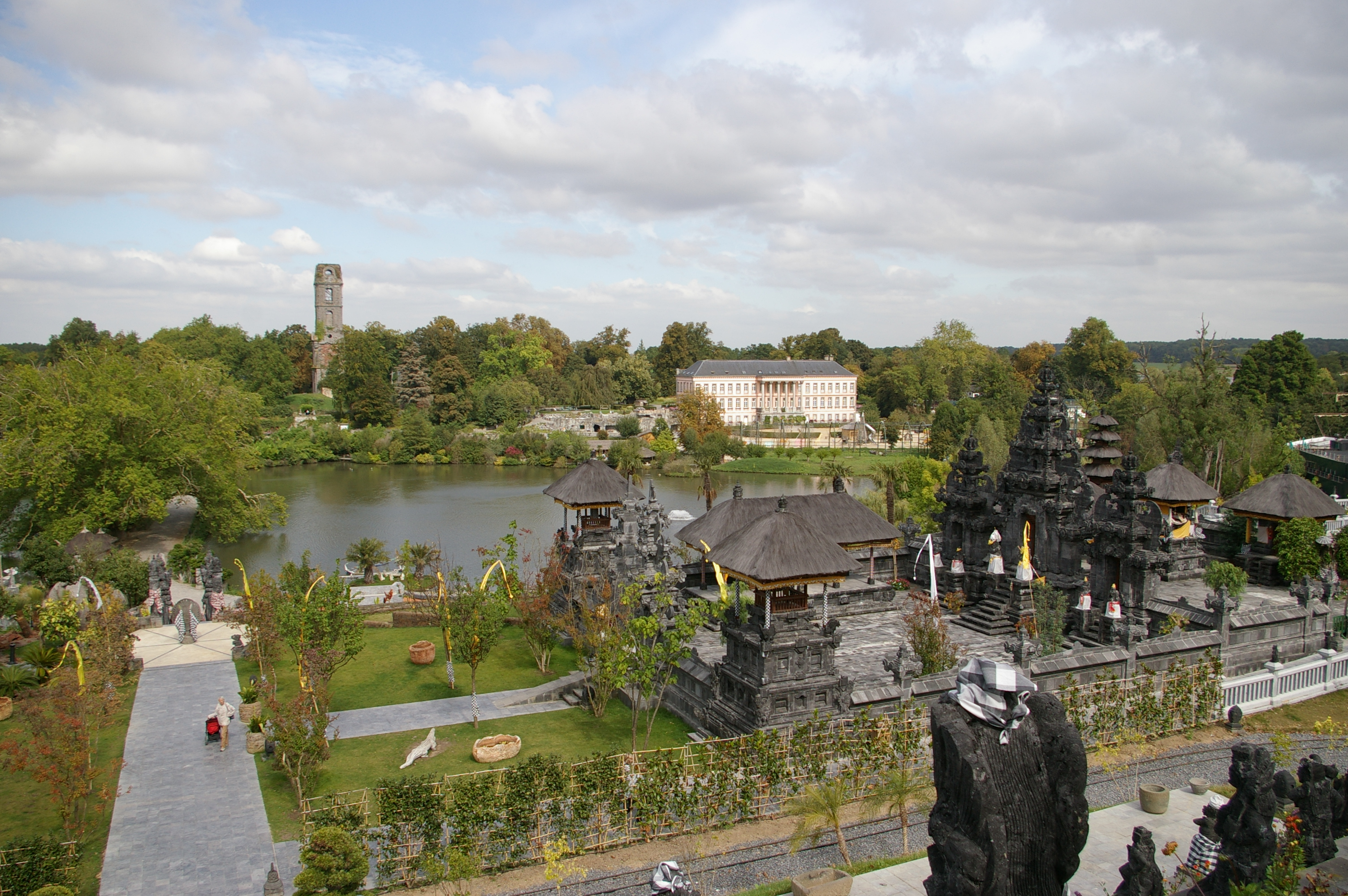
Le parc Pairi Daiza à Brugelette.
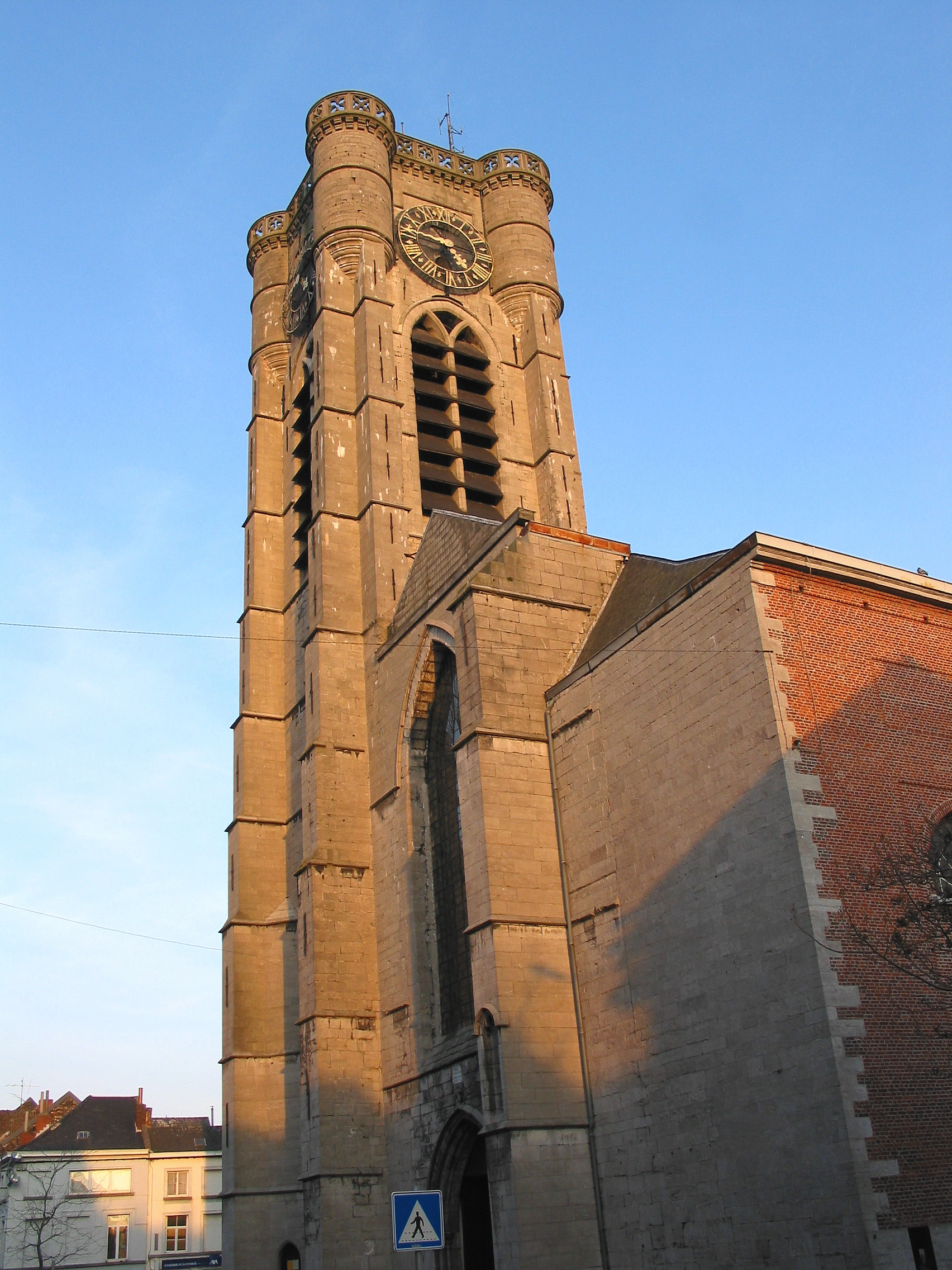
Église Saint-Julien d'Ath.
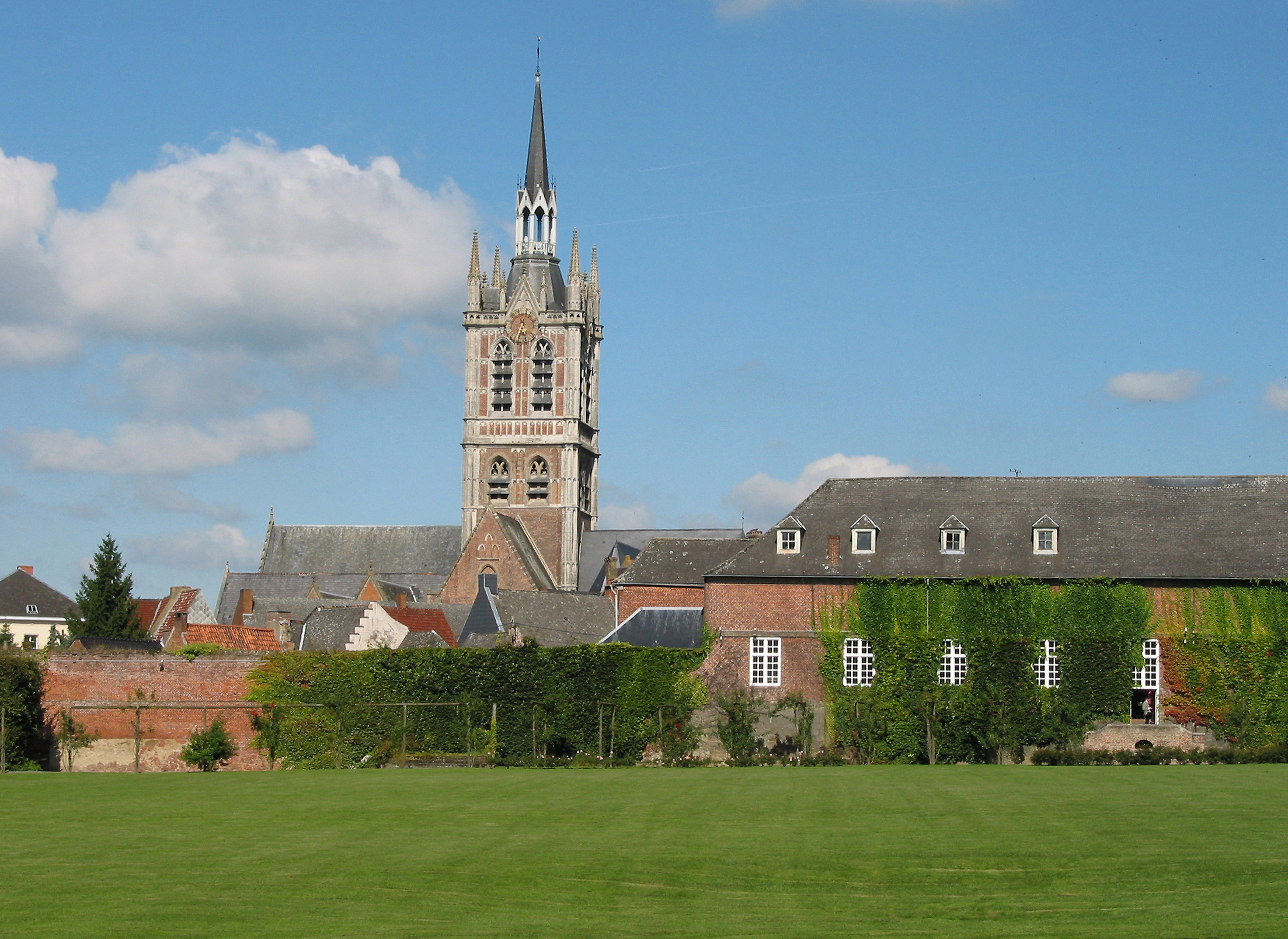
Enghien.
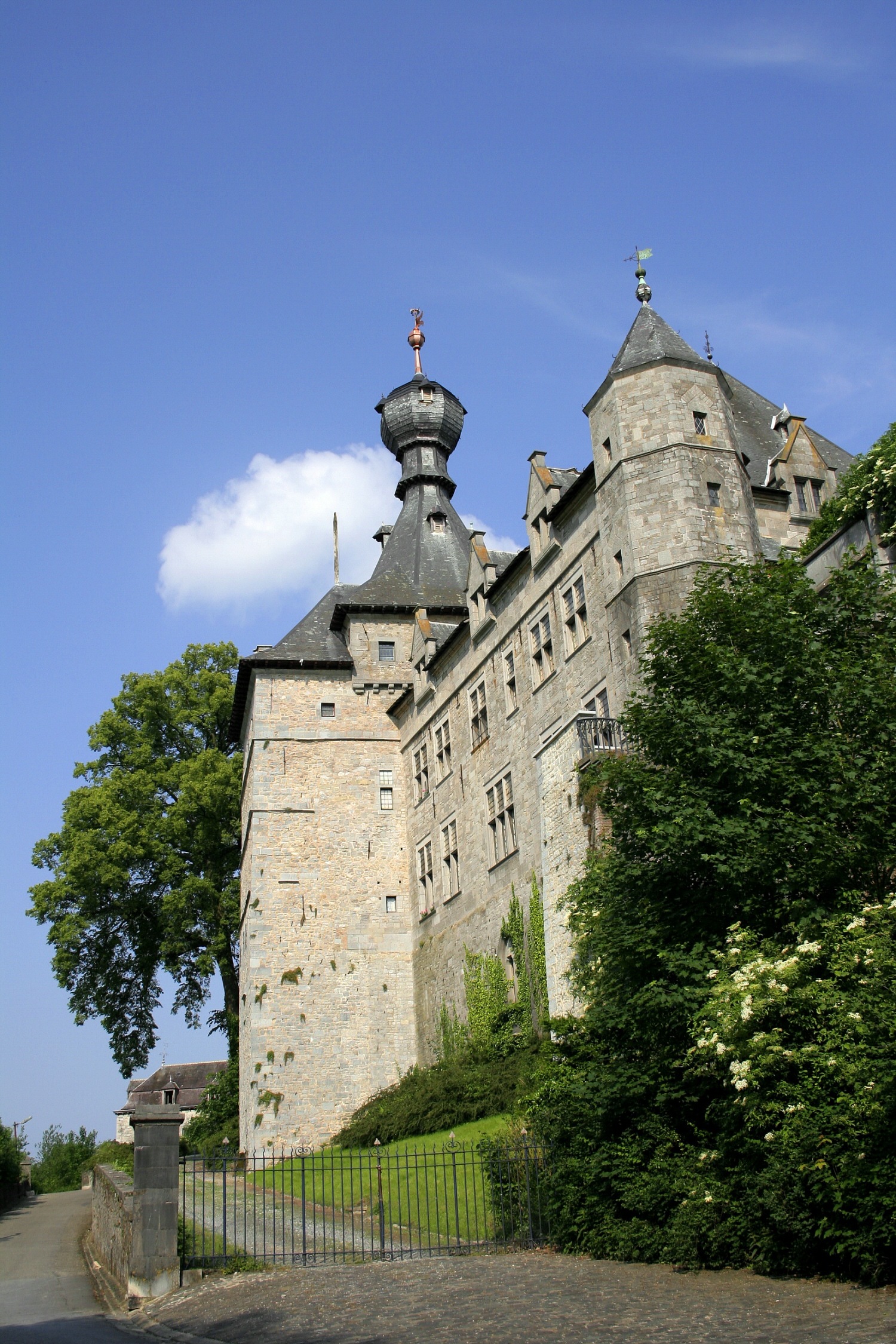
Le château de Chimay.
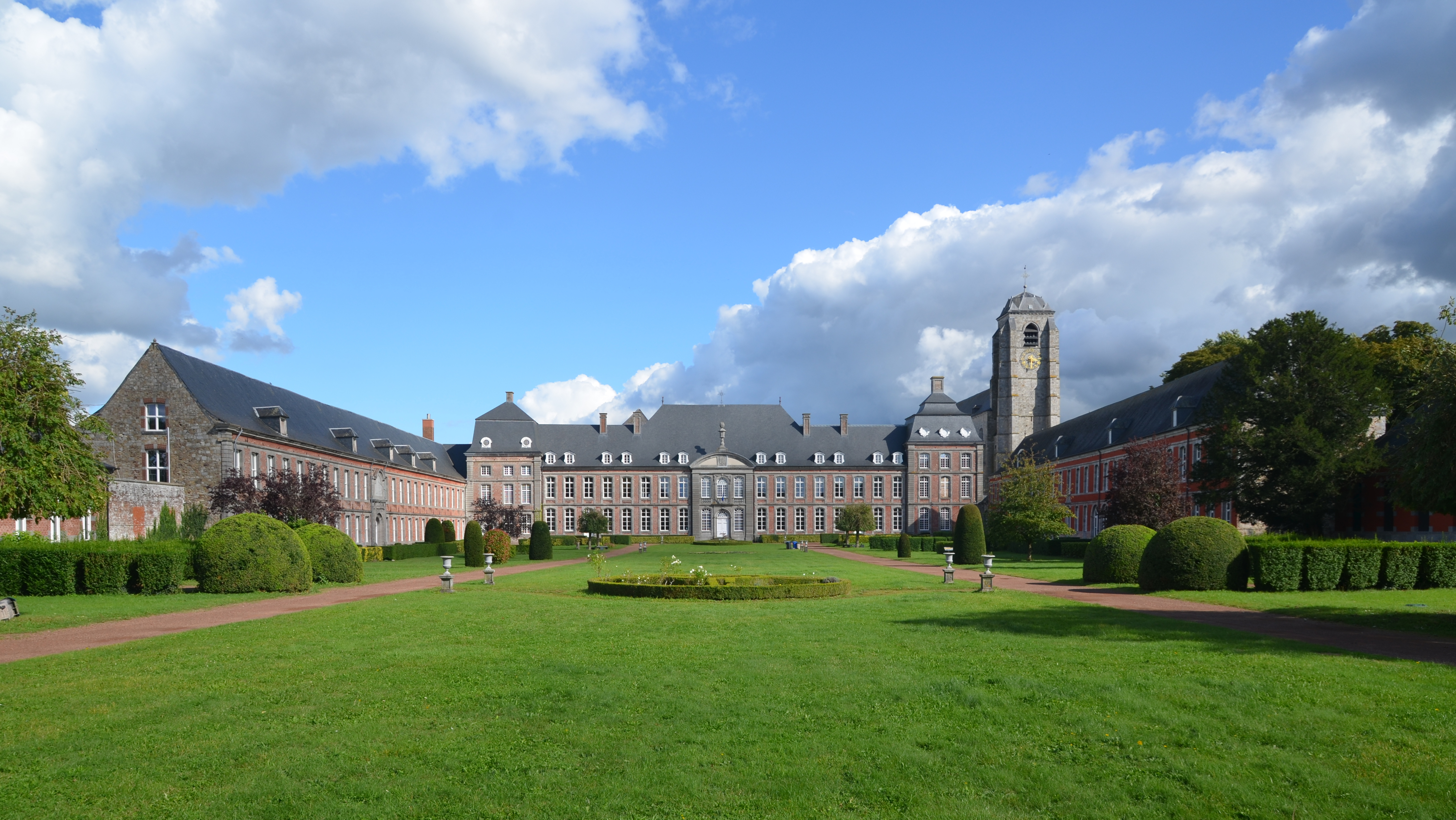
L'abbaye de Bonne-Espérance.
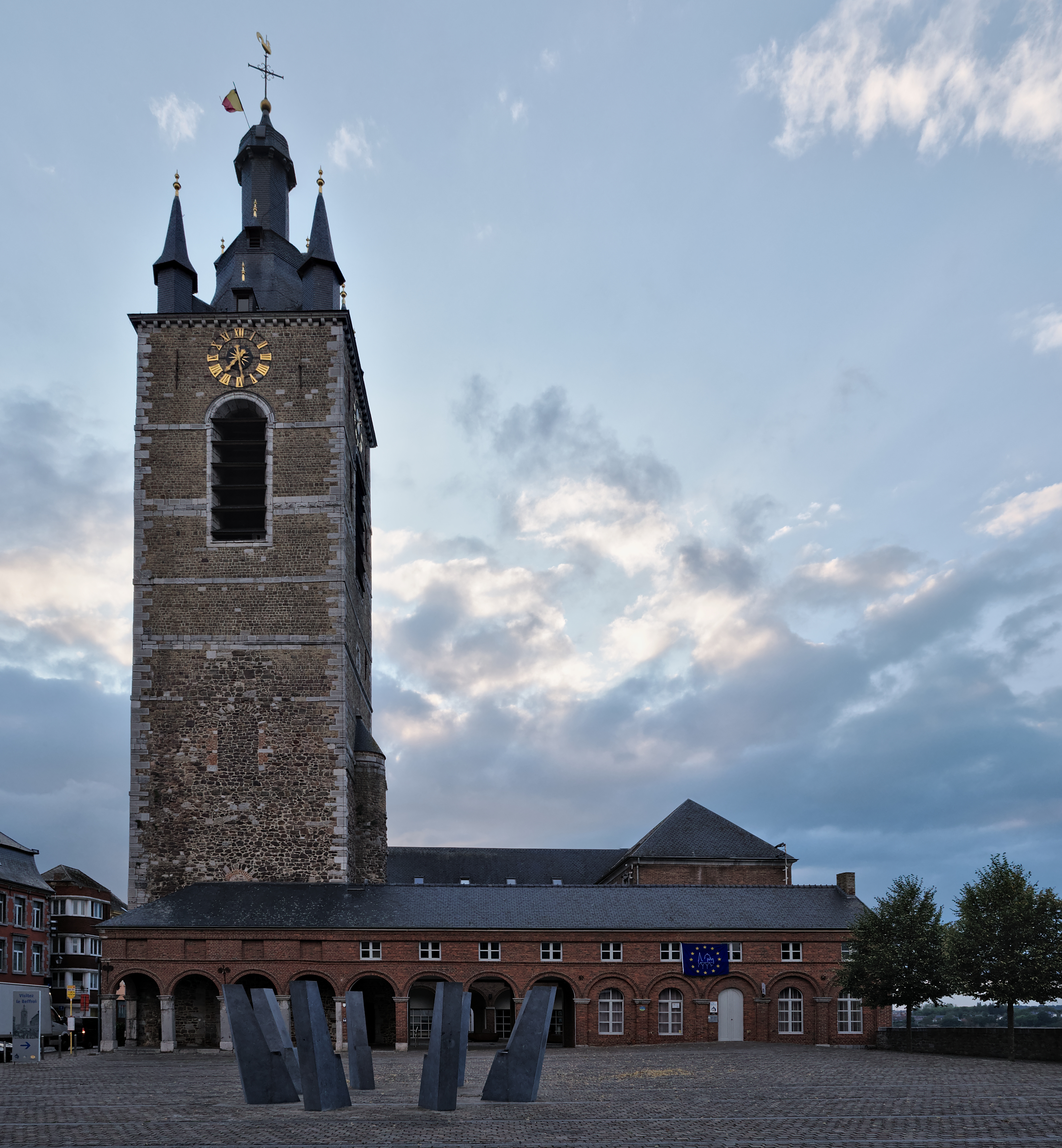
Le beffroi de Thuin.
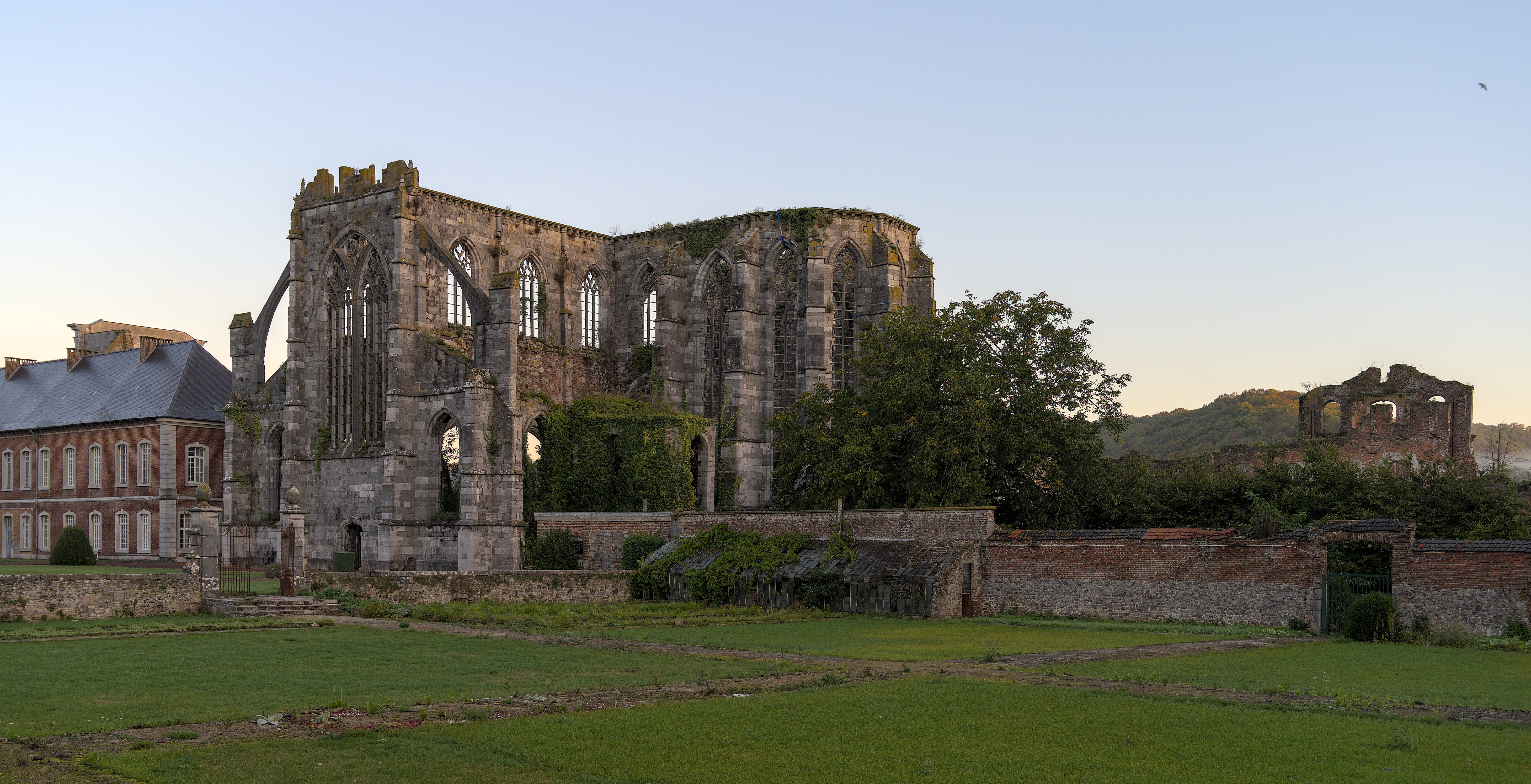
Les ruines de l'abbaye d'Aulne à Gozée.

## Folklore et festivités
- Carnaval de Binche et le rondeau des Gilles sur la Grand'Place.
- Ducasse de Mons avec le combat du Lumeçon.
- Ducasse d'Ath avec la sortie des géants.
- Les marches de l'Entre-Sambre-et-Meuse avec le tour Sainte-Rolande de Gerpinnes et la Madeleine à Jumet qui sont reconnues sur la liste du patrimoine oral et immatériel de l'humanité par l'UNESCO en 2012.
- Tour Saint-Vincent de Soignies.
- Fête des Marmousets à Comines.
- Grande procession historique à Tournai.
- Carnaval de Tournai.
- Cortège et fête de la brique à Le Bizet.
- Ducasse aux Cerises à Biercée.
- Le festival de musique LaSemo à Enghien.
- Fête de la Moisson à La Hamaide.
- La Fête à Béria à Quévry.
- Festival brassicole de Tournai.
- Dour Festival.
- Ronquières Festival.
- Les quatre Cortèges à Tournai.
- Festival « Scène sur Sambre » à Thuin.

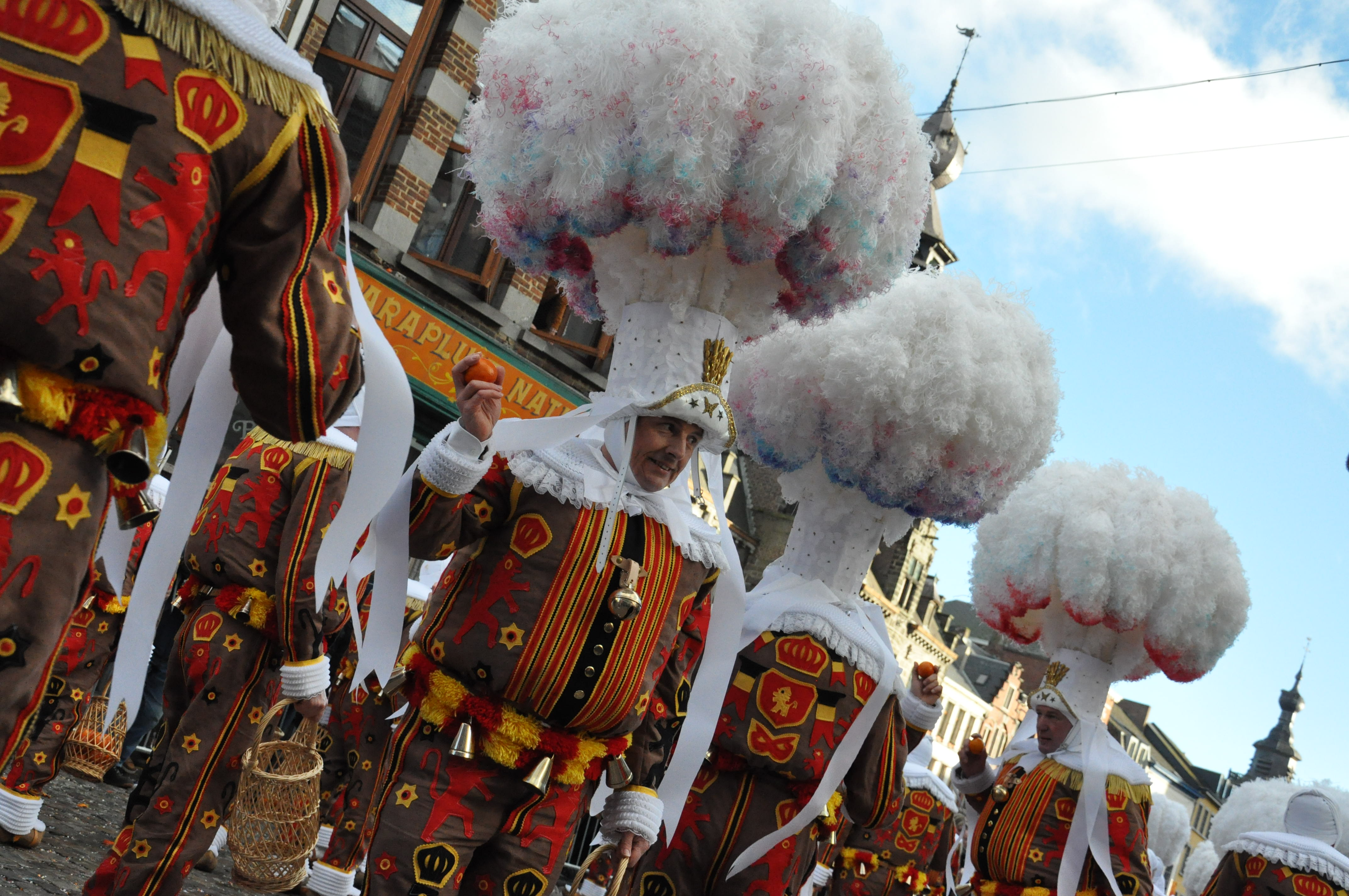
Carnaval de Binche.
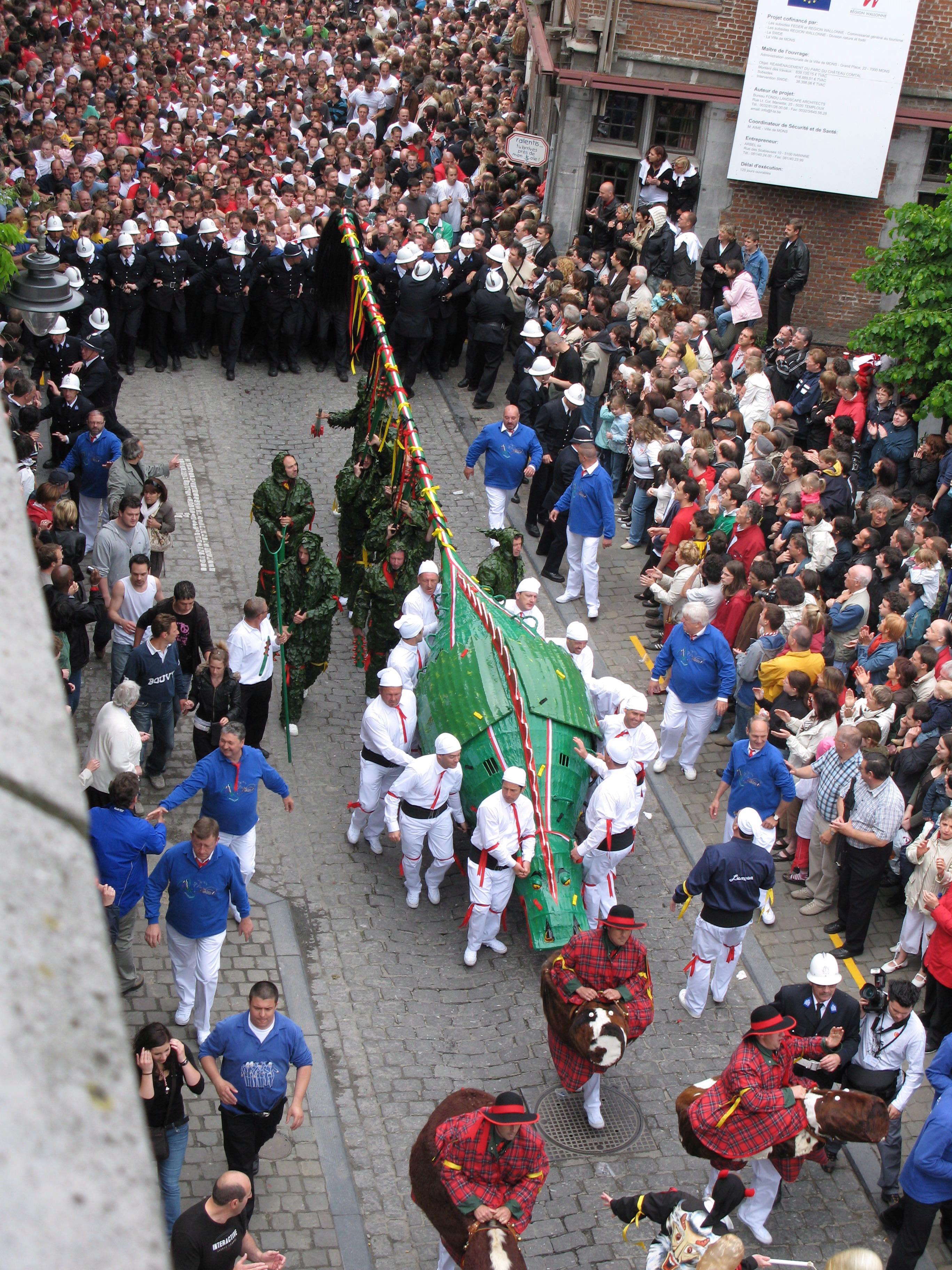
La ducasse de Mons avec le « Doudou ».
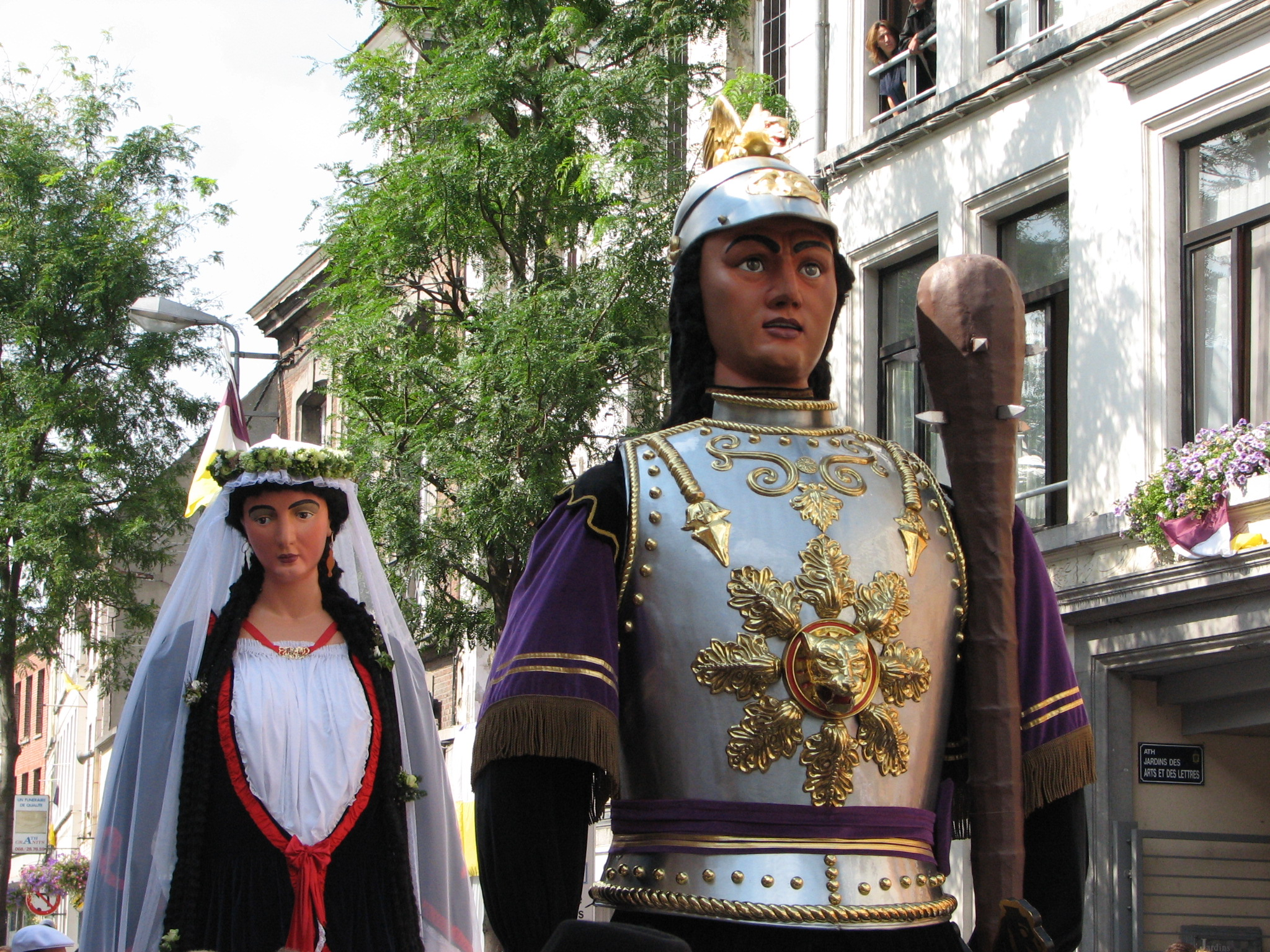
Les géants M. et Madame Golitath à la ducasse d'Ath.
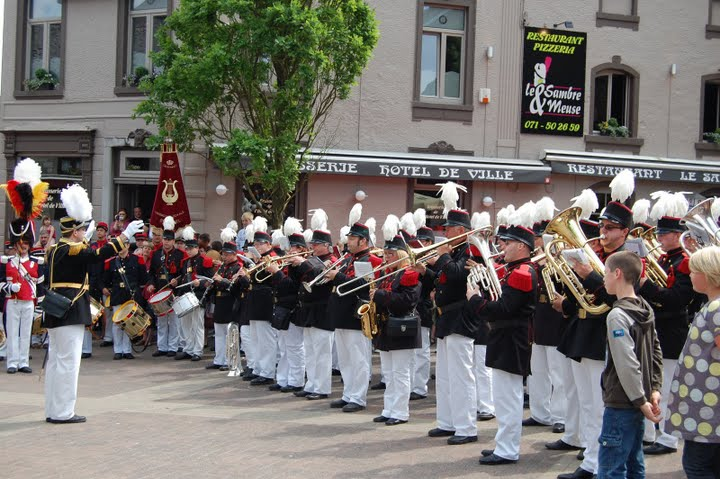
Marche Sainte-Rolande à Gerpinnes.
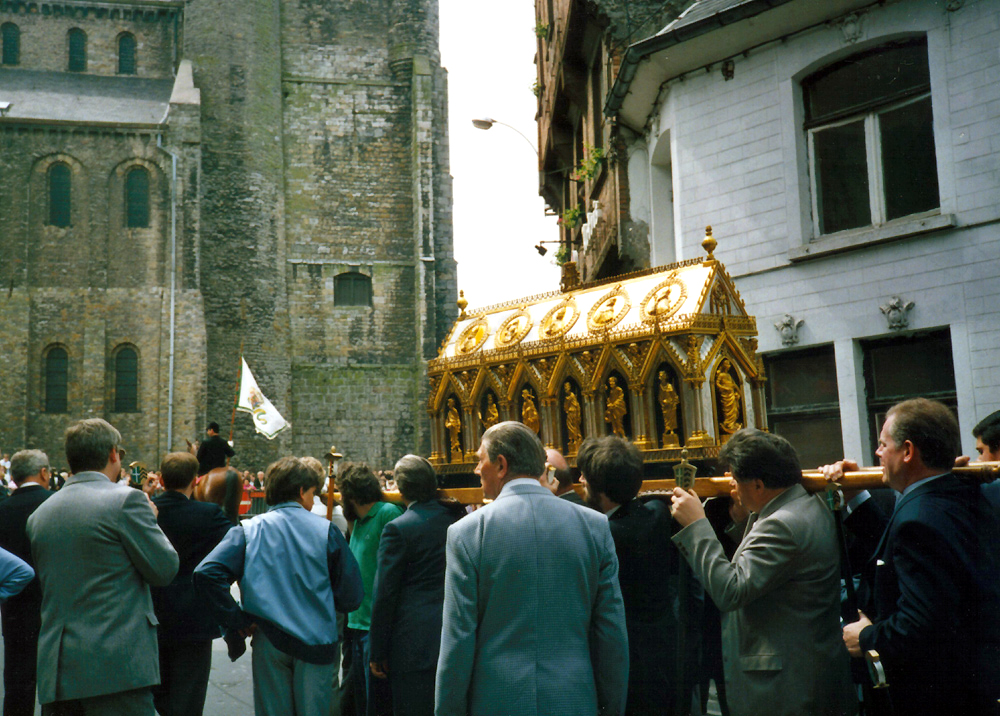
Procession Saint-Vincent de Soignies en 1986.